# Naizin
Naizin [nɛzɛ̃] (en breton Neizin, parfois abrégé en Nein) est une ancienne commune française située dans le département du Morbihan, en région Bretagne.
Le 1er janvier 2016, elle prend le statut administratif de commune déléguée de la nouvelle commune d'Évellys de statut administratif commune nouvelle.

## Géographie

### Localisation

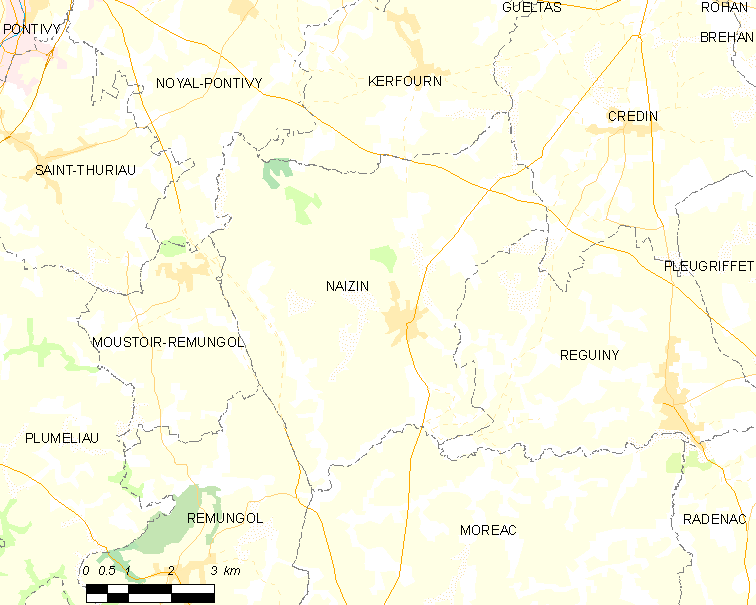
Carte de l'ancienne commune de Naizin et des communes avoisinantes.

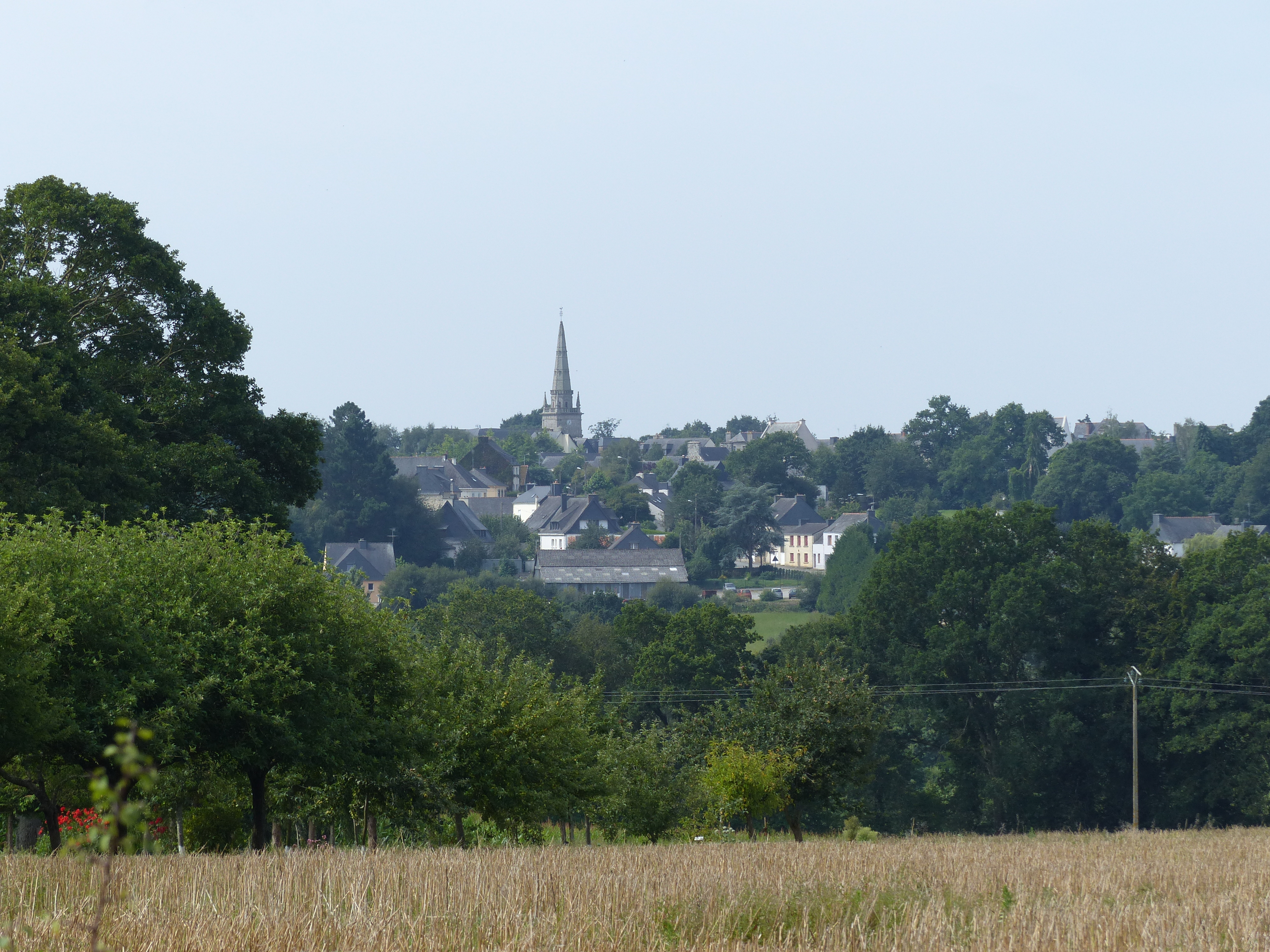
Vue générale de Naizin.

Traversée par l'Ével, la commune est située à 17 km au sud-est de Pontivy.

### Relief et hydrographie
Le finage de l'ancienne commune de Naizin est formé pour l'essentiel d'un plateau incliné vers le sud-ouest, les altitudes les plus élevées se rencontrent à la limite nord du territoire (136 mètres au hameau de Penvern, à cheval avec la commune voisine de Kerfourn, ainsi qu'à Boquetteu, proche de cette même limite communale) et la plus basse (57 mètres) se trouve à la confluence entre l'Ével, rivière affluente de rive gauche du Blavet, qui forme la limite sud de la commune avec Moréac, et de son affluent de rive droite le Ruisseau de Belle Chère, qui formait sur une partie de son tracé la limite avec l'ancienne commune de Moustoir-Remungol avant la création de la commune nouvelle d'Évellys, avant de traverser la partie sud-ouest du territoire communal de Naizin. Ce ruisseau de Belle Chère a comme affluent le Ruisseau du Guénolay, qui coule aussi nord-sud et traverse la partie centrale de cette ancienne commune, passant à l'ouest du bourg. À l'est, le Ruisseau de Coëtdan, affluent du Ruisseau du Runio et sous-affluent de l'Ével, traverse la partie orientale de la commune, forme sur une partie de son tracé la limite communale avec Réguiny et alimente l'étang de Coëtdan, aménagé désormais en base de loisirs. Le bourg est sur une hauteur vers 120 mètres d'altitude.
Le paysage agraire traditionnel de cette ancienne commune est celui du bocage avec un habitat dispersé en de nombreux écarts formés de hameaux (villages) et fermes isolées. Éloignée des grands centres urbains, cette commune a échappé à la rurbanisation ; par contre le bourg a connu une expansion notable avec la création de plusieurs lotissements dans ses alentours (périurbanisation) de puis les deux dernières décennies du XXe siècle.
Cette ancienne commune était traversée par la Route nationale 167 allant de Vannes et Locminé au sud, vers Pontivy et Lannion en direction du nord ; cette route a été déclassée en route départementale (D 767), aménagée en voie express, qui traverse sa partie occidentale. Le bourg de Naizin et le reste de son finage ne sont desservis que par des axes routiers secondaires, l'échangeur de Kerroux desservant toutefois aisément, à partir de la D 767, via la D 203, le bourg, desservi par ailleurs par la D 17 venant de Locminé, via Moréac.

### Paysages et habitat
Naizin présente un paysage agraire traditionnel de bocage avec un habitat dispersé en de nombreux écarts formés de hameaux et fermes isolées. Le territoire de la commune comprend de nombreux lieux-dits : le Pudy ; Corgarho ; Kermaprio ; le Cosquer ; le Boterff ; Kerrrobin ; Kerjaujic ; le Clandy ; Tocplouz ; le Salut ; Pont Dran ; Kergat ; la lande de Porhman ; Coëtdan ; la lande de la Chataigneraie ; le Perzo ; la Poste ; Pembual ; Pervern ; Kerabevin : Sainte Brigitte ; Hembord ; Kerdréan ; Kermaria ; Kergicquel ; les Trois Alouettes ; Kerlagadec ; Kerdec ; Keriel ; Luzunin ; le Stimoès ; le Camper ; Siviac. Le bourg est excentré vers l'est du territoire de cette ancienne commune.

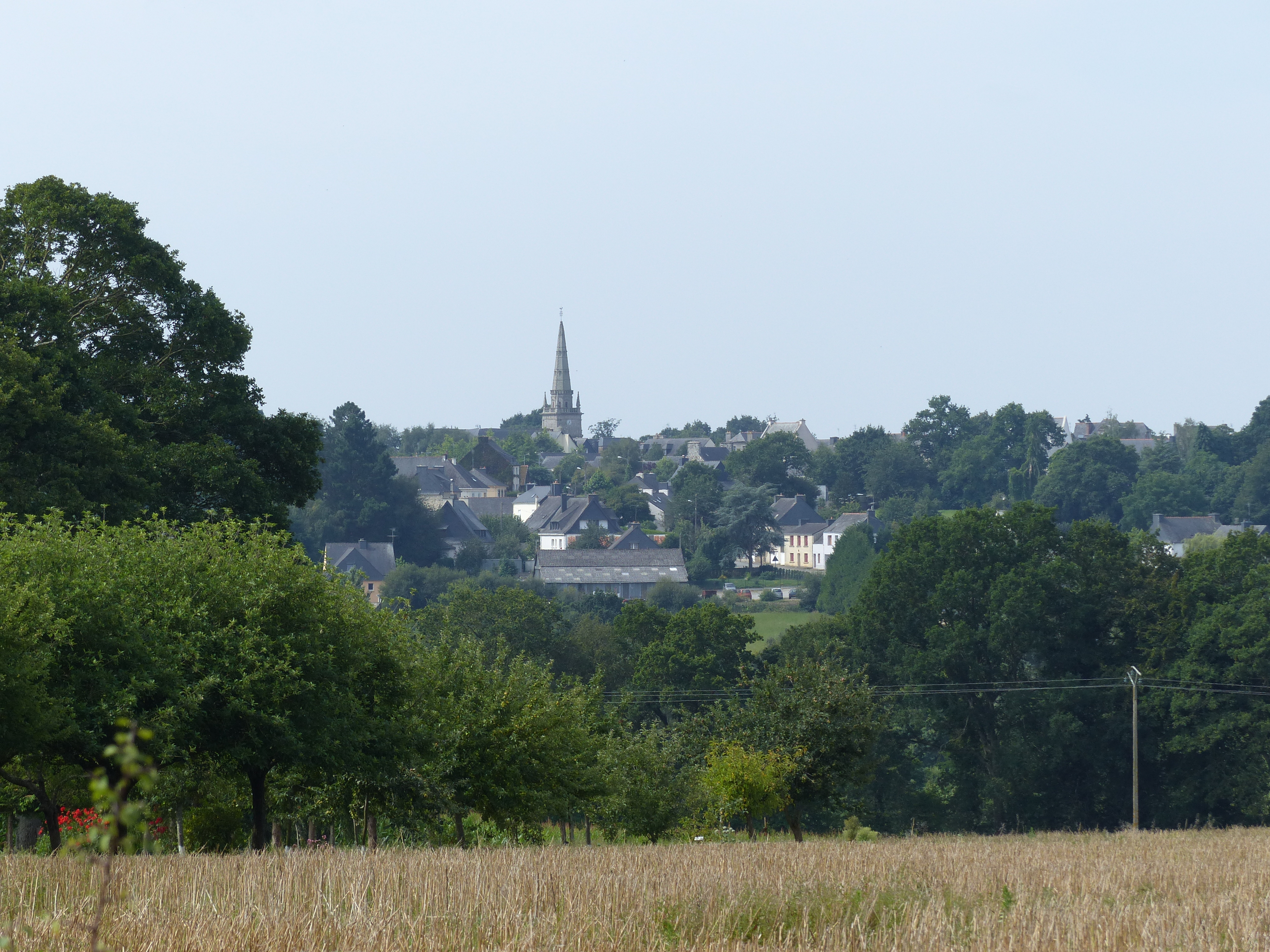
Bourg de Naizin : vue générale.
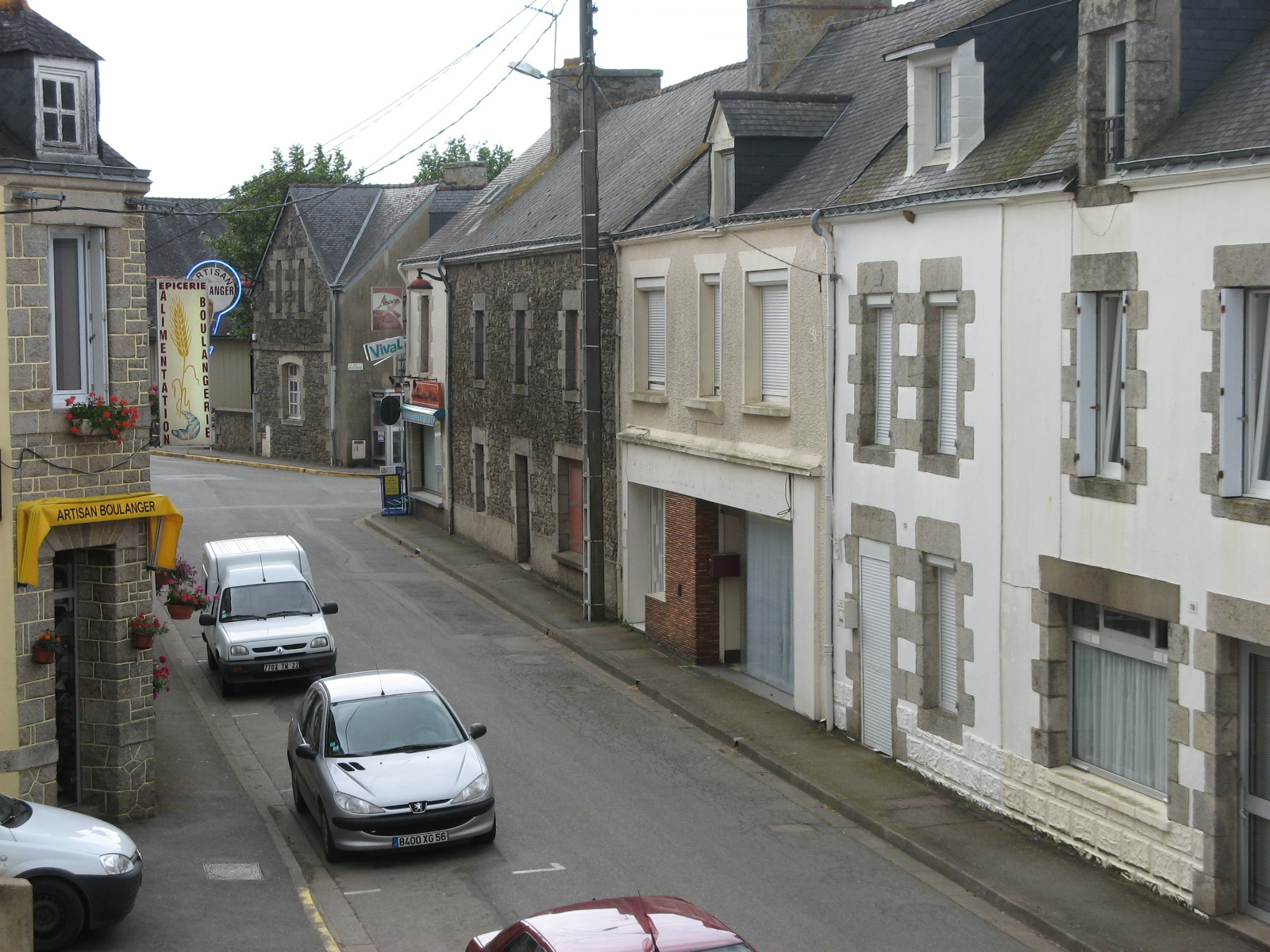
Bourg de Naizin : la Grand-Rue.
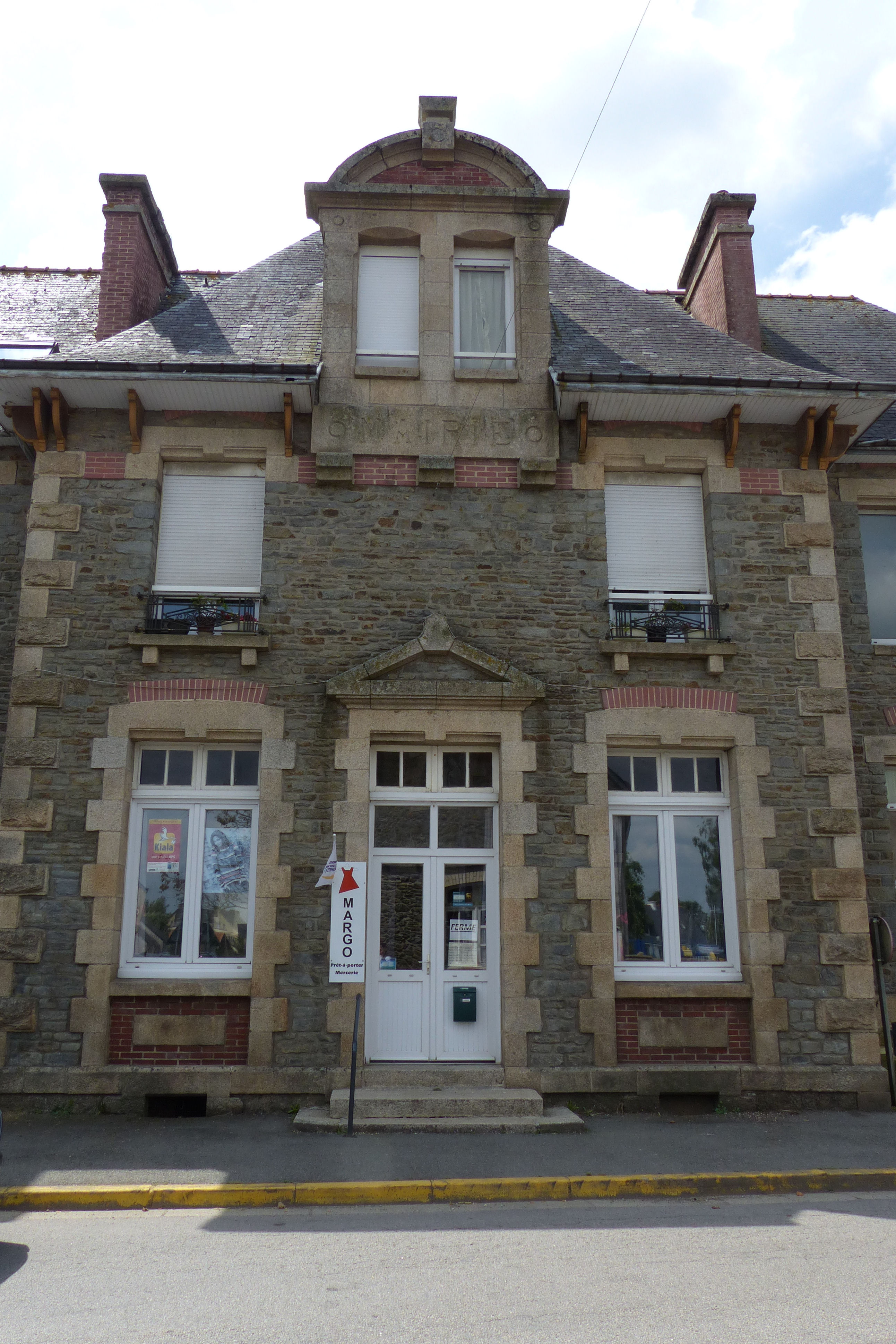
Bourg de Naizin : l'ancienne mairie.
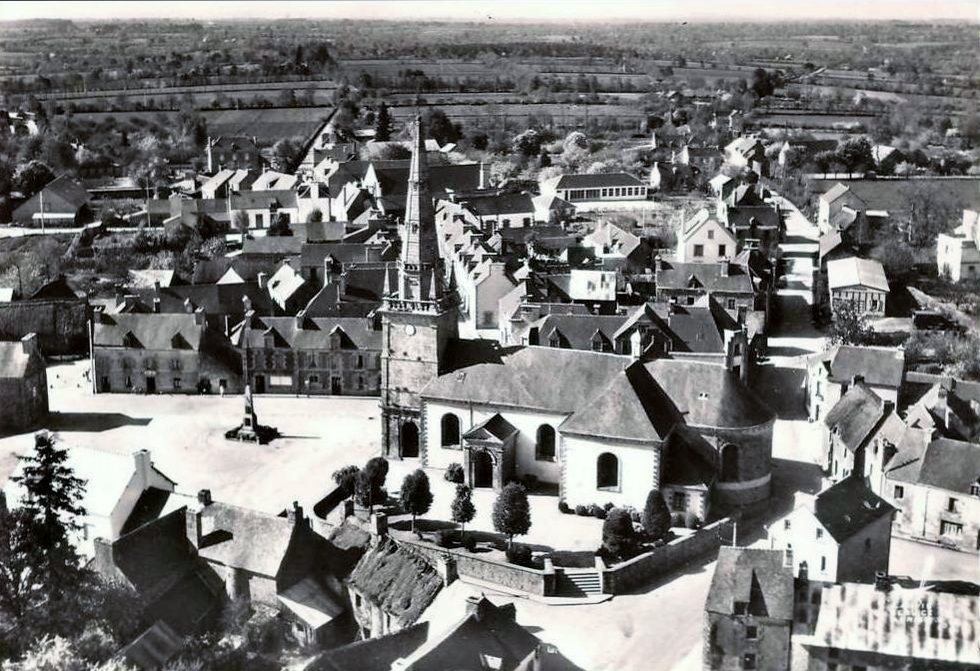
Le bourg de Naizin : vue aérienne vers 1950.

## Toponymie
Le nom de la localité est mentionné sous les formes Naizin, Neidin, Neizin, prononcée Nein en breton vannetais ; Naizain en 1793 ; Naizin en 1801,. 
Naizin [nɛzɛ̃], en breton Neizin, parfois abrégé en Nein dérive du vieux breton Nith signifiant « lieu où l'on s'établit ».[réf. nécessaire]

## Histoire

### Préhistoire et Antiquité
Joseph-Marie Le Mené a écrit en 1891 que « dans la lande de Guerneven et dans celle de Kerdec, se trouvent deux petits retranchements, de forme carrée, de 60 à 80 mètres de côté, dont les parapets ont encore 2 m. de hauteur ; ils portent le nom de Camp, et on y trouve des briques en assez grand nombre », ce qui est révélateur d'une ancienne présence romaine.

### Moyen Âge
Naizin est une paroisse de l'Armorique primitive qui a probablement été évangélisée vers le VIe siècle. Au moment des invasions normandes vers le IXe siècle, Naizin dépend du doyenné du Porhouët. Déjà, la paroisse a comme saints patrons Cosme et Damien, alors que l'église est placée sous le vocable du Saint-Sauveur. On pense que le bourg primitif n'était pas à son emplacement actuel, mais plutôt au Humborg « vieux bourg ».
Guéthénoc, évêque de Vannes, donna vers 1200 à l'abbaye Notre-Dame de Lanvaux les dîmes de Neizin (Naizin).
En 1296, Henri de Kergoat, seigneur de Naizin, céda en 1296 les revenus dont il disposait dans la paroisse au vicomte Alain VI de Rohan.
Selon un aveu de 1471, Naizin était, au sein de la Vicomté de Rohan, une des 46 paroisses ou trèves de la seigneurie proprement dite de Rohan.

### Temps modernes

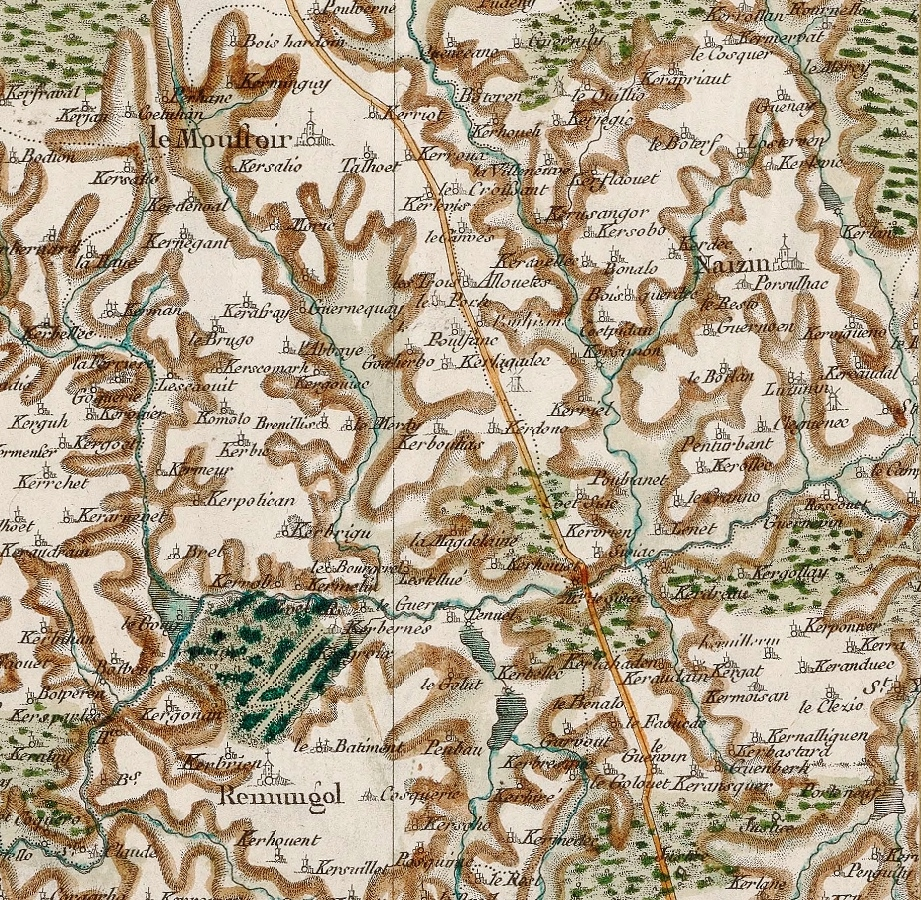
Carte de Cassini de la future commune nouvelle d'Évellys (paroisses de Naizin et Remungol et trève du Moustoir) datant de 1789.

Tout au long des décennies, la situation évolue et au XVIIe siècle, il y avait autant d'habitants au Humborg qu'au bourg.
Douze seigneuries ont été recensées dans la paroisse selon Joseph-Marie Le Mené : Canvez, Cléguennec, Coetpidan, Fournello, Guénolay, Kerdréan-les-Bois, Kercandal, Kerguzangor, Kermorval, Kersimon Penturban et le Resto. La paroisse de Naizin était divisée en 9 frairies (Bourg, Stimoise, la Poste de Guénolay, Guern, Resto, Luzunin, Siviec, Kerden et Penvern) et deux chapellenies s'y trouvaient (Saint-André et Sainte-Brigitte). En 1756 M. de Langle, président à mortier au Parlement de Bretagne et propriétaire des deux chapelles latérales (dénommées Saint-Sauveur et Couronne) de l'église paroissiale, accepta que celles-ci soient démolies afin que l'église paroissiale puisse être agrandie et embellie
Jean-Baptiste Ogée décrit ainsi Naizin en 1778 :

« Naizin, à huit lieues trois quarts au nord de Vannes, son évêché ; à 17 lieues trois quarts de Rennes, et à deux lieues trois quarts de Pontivi, sa subdélégation. Cette paroisse, dont la cure est à l'ordinaire, compte 2 000 communiants et ressortit à Ploërmel. La basse justice du Gué-de-l'Île appartient à M. Jacquelot. Ce territoire est fertile en grains et foin, mais il n'est pas aussi exactement cultivé qu'il pourroit l'être. On y voit des landes dont le sol n'est pas indigne des soins du cultivateur. (...) Les manoirs nobles de Kerdréan et du Teil-Porman sont dans ce territoire. »

### Révolution française et Empire
En 1790 Naizin devint une commune appartenant au canton de Locminé et au district de Pontivy. Son recteur depuis 1780, Charles Lefranc, prêta en 1791 le serment de fidélité à la Constitution civile du clergé, puis il se rétracta, devenant donc prêtre réfractaire ; il fut alors remplacé par son vicaire. Les biens du clergé, y compris ceux de la chapellenie de Saint-André et le bois de Sainte-Brigitte furent vendus comme biens nationaux.
Après la Révolution, Napoléon cherche à ramener la paix religieuse dans les campagnes. L'annonce du Concordat signé entre le Vatican et le gouvernement français est accueillie avec satisfaction. Le nouvel évêque de Vannes Mgr Mayneaud de Pancemont convoque les prêtres du diocèse pour faire connaissance et pour réorganiser le diocèse en 37 cures. Concernant Naizin, les paroissiens n'ayant pas accepté les nouvelles limites, les choses restent en l'état comme avant la Révolution.

### LeXIXesiècle

#### La première moitié duXIXesiècle
Le 3 mai 1834 cinq chouans armés furent vus dans le bourg de Moustoir-Remungol. Le lendemain is se réunirent à Naizin au nombre de quinze et tirèrent plusieurs coups de fusil. Le Courrier du Midi écrit que « l'inquiétude renaît dans les campagnes, où les réfractaires et les anciens chouans reparaissent de nouveau (...) ; on assure que Guillemot les dirige dans le nord du département du Morbihan ». Le même journal écrit que « les chouans commencent à reparaître dans [le] département ; il y a peu de jours, dix-neuf hommes, armés de fusils, pistolets et poignards, ont parcouru le bourg de Saint-Nicolas, près le Blavet. Au bâtiment de l'éclusier, ils ont forcé le sieur Templier de leur remettre son fusil à deux coups ».
En 1841 le décès d'un réfractaire (par légitimisme et hostilité à la monarchie de Juillet), un nommé Métayer, victime de la fièvre typhoïde, fut le prétexte à plusieurs rassemblements de paysans (à Plumelin le 11 mars, à Moréac le 17 mars et à Naizin un peu plus tard. Métayer n'ayant rien fait d'extraordinaire, « on ne peut voir dans ce déploiement de pompe funéraire que la volonté de présenter comme honorable la conduite des réfractaires, d'encourager la résistance à la loi et de pousser leurs camarades à les imiter ».

#### Naizin vers le milieuXIXesiècle
A. Marteville et P. Varin, continuateurs d'Ogée, décrivent ainsi Naizin en 1853 :

« Naizin (sous l'invocation de saint Sauveur, et comme seconds pasteurs, sous celle de saint Cosme et saint Damien) ; commune formée de l'ancienne paroisse de ce nom ; aujourd'hui succursale. (...) Principaux villages : Hembor, Keraugie, Pudehy, Quénécan, Cosquer, la Poste (route de Josselin à Pontivy), Kerabevin, Penvern, Kerouëh, le Crugan, Keraprio, Kerlizé, Kerlevic,  Kerdec, Ponturban, Siviac, Kerollet, Luzumen, le Camper, le Stimoës, Kerviguenno, Penhual, Kergoff. Moulins de Kerguzengor, de Kersimon, à vent ; de Coat-Dan et de Stang, à eau. L'église de Naizin est ancienne, mais elle a été réparée à plusieurs reprises, notamment en 1691, date inscrite sur plusieurs parties de cet édifice. La tour, qui mérite d'être mentionnée, est de 1780 ; elle a été commencée en 1773, sur les plans de M. Noury, recteur de Bignan. Avant 1789 il y avait dans cette commune cinq chapelles desservies ; aujourd'hui l'on en compte les plus que trois, les deux autres sont en ruines. Jusqu'à cette dernière époque, l'église de Naizin fut desservie par les moines de Lanvaux, qui étaient décimateurs. Tous les anciens manoirs sont en ruines : tels sont Kerdréan, Kermorval, Kerguzengor, Guinolan, Kergandal, etc.., qui, tous, appartiennent à M. le marquis de Langle, propriétaire des sept huitièmes des terres de la commune. »

Les mêmes auteurs poursuivent :

« Il y a assemblée le 27 septembre, jour 
de la fête de saint Cosme et saint Damien, mais elle est célébrée le dimanche le plus près de ce jour. La veille on chante vêpres, puis l'on va en procession avec la grande bannière. Cette bannière, suspendue à deux pièces de bois, formant croix, et chargée aux bras de plus de 30 kilogrammes de fer, est portée par des pèlerins qui, pendant tout le trajet de la procession, se disputent cet honneur. Plus d'une fois pendant cette cérémonie, elle tombe et blesse les assistants, qui s'en réjouissent comme d'un bonheur qui leur arriverait. Derrière cette bannière viennent d'autres étendards et les statues de saint Cosme et saint Damien. Cette procession est l'une des plus suivies des environs de Josselin et de Pontivy. La commune de Naizin fait quelques exportations de blé, seigle, blé noir, beurres, chanvres, etc.. Il y a foire le 26 avril et le 27 septembre. Géologie : schiste talqueux ; quelques minerais de fer. On parle le breton. »

#### Naizin dans la seconde moitié duXIXesiècle
Plusieurs missions sont prêchées à Naizin, en 1869, 1875 et 1885.

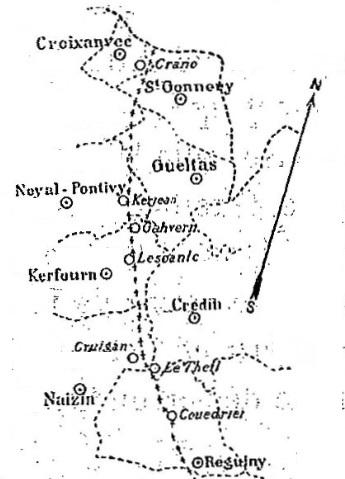
La limite entre les langues bretonne et gallèse (carte de 1886).

Lors des élections législatives de 1876 « de nombreux témoins ont déposé qu'à Pluméliau, à Cléguérec, à Moustoir-Ac, à Baud, à Séglien, à Locuon, à Naizin, à Noyal-Pontivy, et dans un grand nombre d'autres communes, les curés et les vicaires se tenaient, le jour du scrutin, à la porte des sections de vote, surveillaient les bulletins, déchiraient ceux de M. Cadoret, forçaient les électeurs à prendre ceux de M. de Mun, et les conduisaient voter ».

### LeXXesiècle

#### La Belle Époque
L'école des filles au couvent avait vu le jour en 1874 grâce au marquis de Langle qui céda un terrain aux sœurs de Kermaria. En 1902, la loi sur les congrégations interdisant aux sœurs d'enseigner, elles sont contraintes de déménager. Le couvent est alors acheté par la municipalité pour y installer l'école publique des filles, en 1904. 
Le 30 novembre 1902 plusieurs maires de la région, dont Coetmeur, maire de Naizin, réunis à Pontivy, signent un texte dans lequel ils refusent de surveiller si les prêtres de leur paroisse utilisent la langue française, et non la langue bretonne, lors des leçons de catéchisme et des instructions religieuses.
En 1909, le père Le Clainche de Naizin préside la grand-messe du 13 juillet avant de regagner définitivement sa mission du Tanganyika. À Naizin comme dans toute la Bretagne, une forte opposition se manifeste à l'application de la loi de séparation des Églises et de l'État. Le 6 mars 1906, plus de 300 paroissiens de Naizin attendent le receveur de Locminé qui a bien du mal à effectuer son inventaire des biens d'église. Les biens de la fabrique sont estimés à 15 310 francs.
L'ancien presbytère avait été construit en 1895, sous le ministère du recteur Le Moing. Le frère Théodule Guével de Plouharnel, alors directeur des Saints-Anges de Pontivy en réalise les plans, pour un coût total de 15 975 francs. À la suite de la séparation des biens de l'Église et de l'état, la commune en devient alors propriétaire. En 1908, après négociations le loyer était fixé à 125 francs par mois.

#### La Première Guerre mondiale
Le monument aux morts de Naizin porte les noms de 126 soldats morts pour la France pendant la Première Guerre mondiale ; parmi eux 6 (Mathurin Audrain, Auguste Glais, Jean Le Gallo, Joseph Le Pioufle, Joachim Pasco et Louis Robic) sont morts le même jour dès le 22 août 1914 en Belgique, soit à Rossignol, soit à Maissin ; 3 autres (Alexis Maugan, Auguste Cadic et Mathurin Guillemin) sont aussi morts en Belgique, mais à d'autres dates ; 2 (François Le Bigot et Louis Le Dévédec) sont morts en Grèce dans le cadre de l'expédition de Salonique ; 3 (Jean Le Flohy, Louis Joanno et Jean Even) sont morts en captivité en Allemagne ; les autres sont morts sur le sol français.

#### L'Entre-deux-guerres
Le monument aux morts est inauguré en 1923.

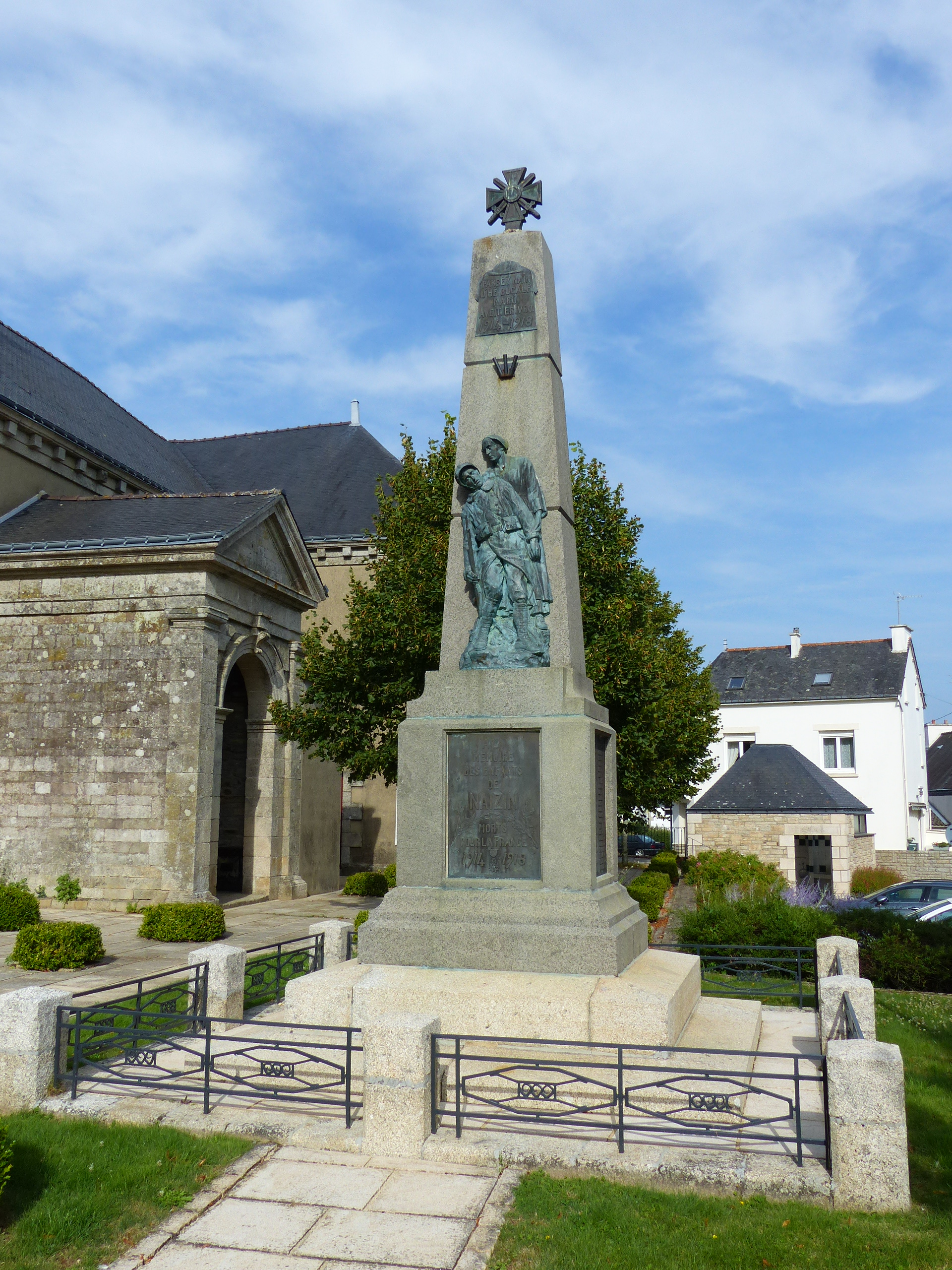
Le monument aux morts : vue d'ensemble.
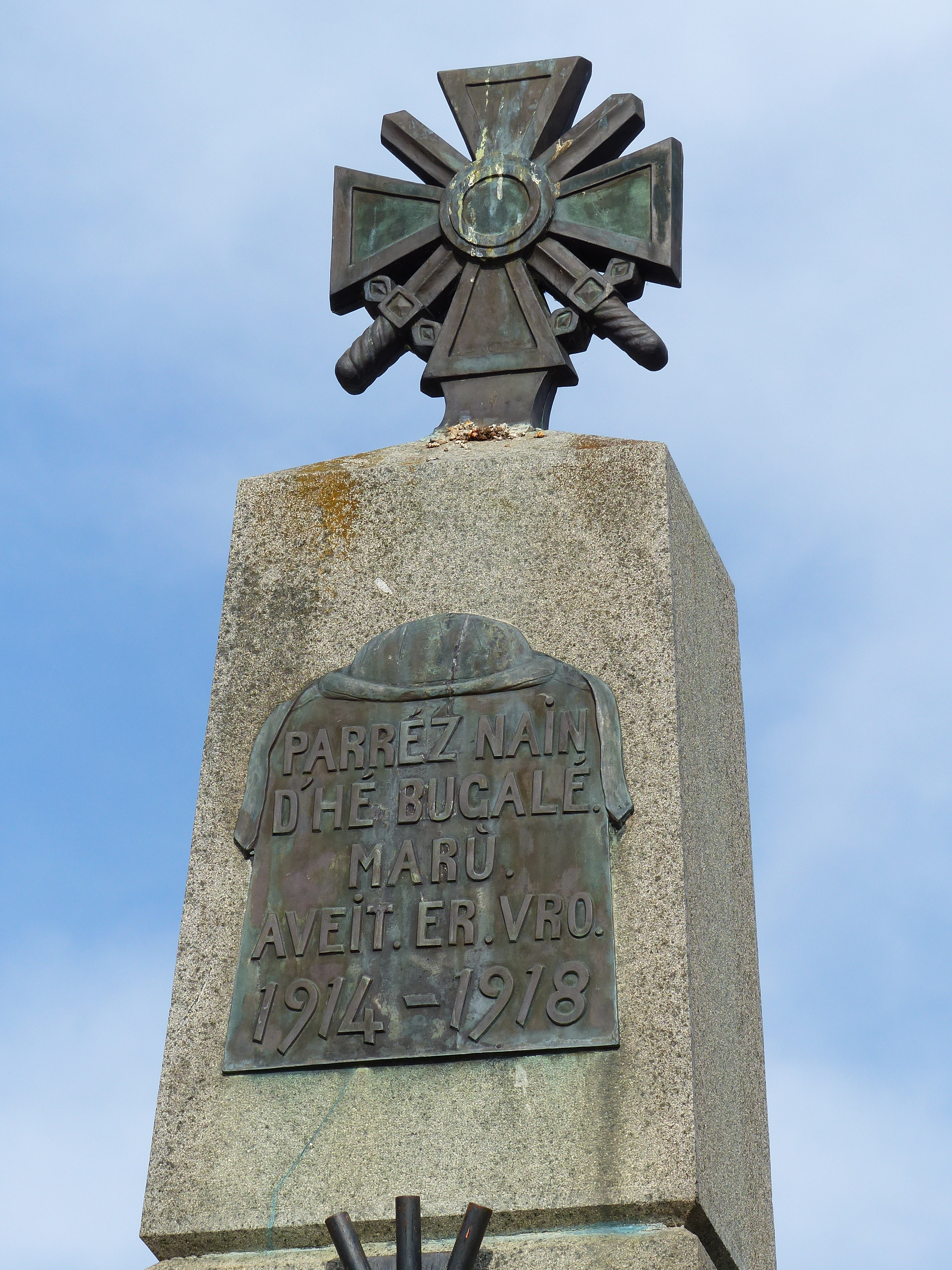
Le monument aux morts : partie sommitale.
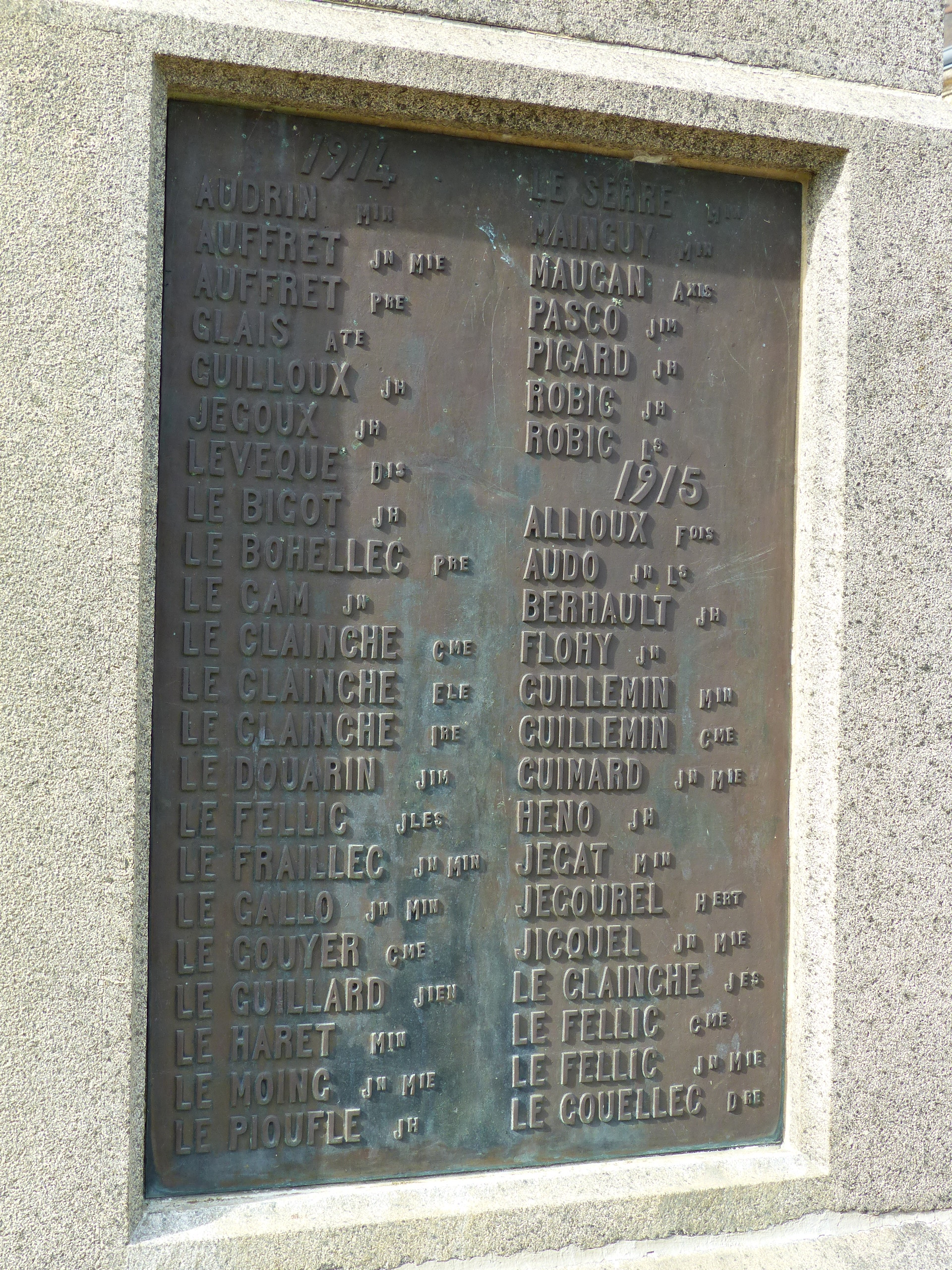
Le monument aux morts : liste des morts de la Première Guerre mondiale 1.
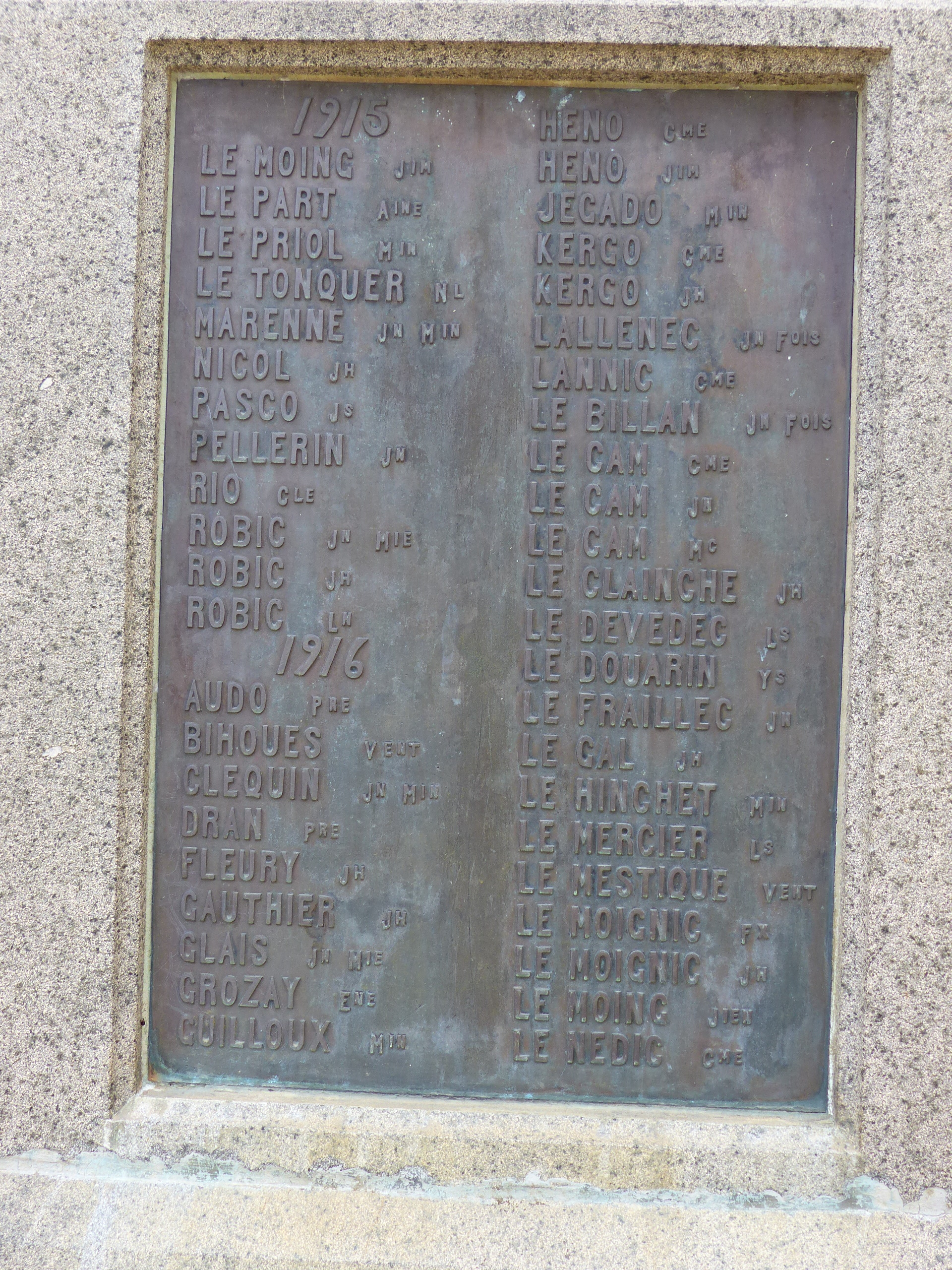
Le monument aux morts : liste des morts de la Première Guerre mondiale 2.
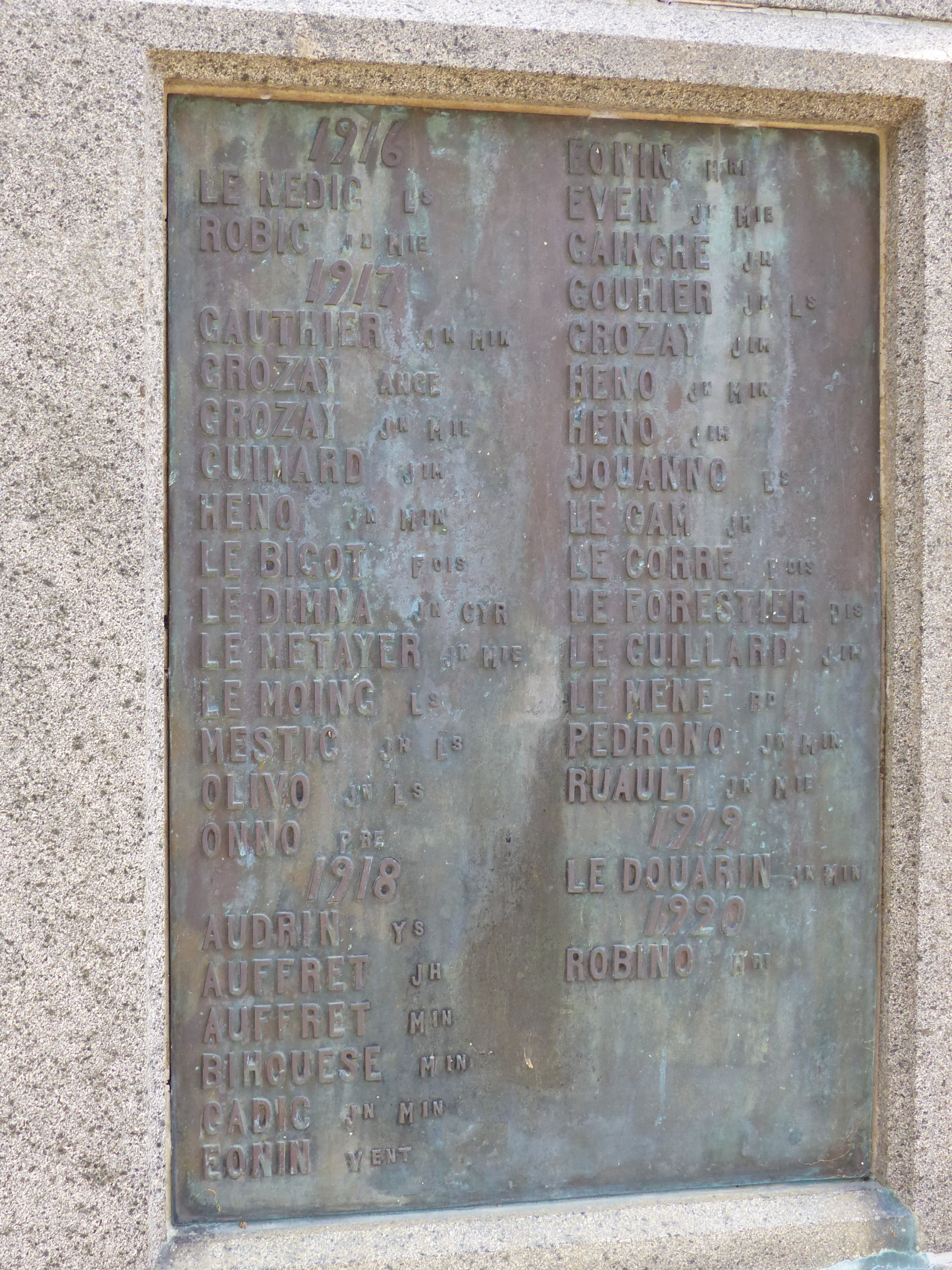
Le monument aux morts : liste des morts de la Première Guerre mondiale 3.

En 1920, le recteur Pédronno crée une association sportive, L'Avant Garde avec une fanfare et une équipe de football qui fonctionne jusqu'en 1986. Des missions sont prêchées, en 1924, 1934, 1949, 1954 et 1971. 

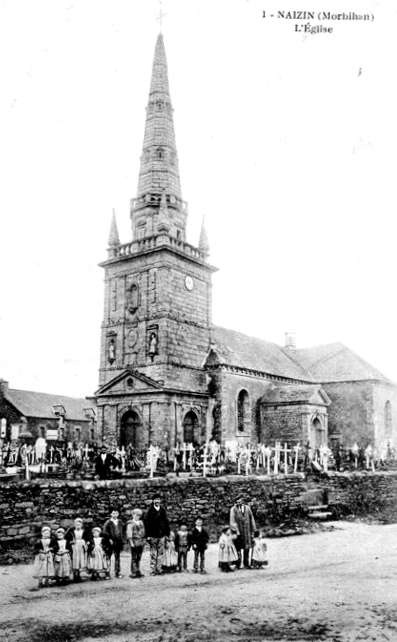
L'église et le cimetière l'entourant vers 1920.
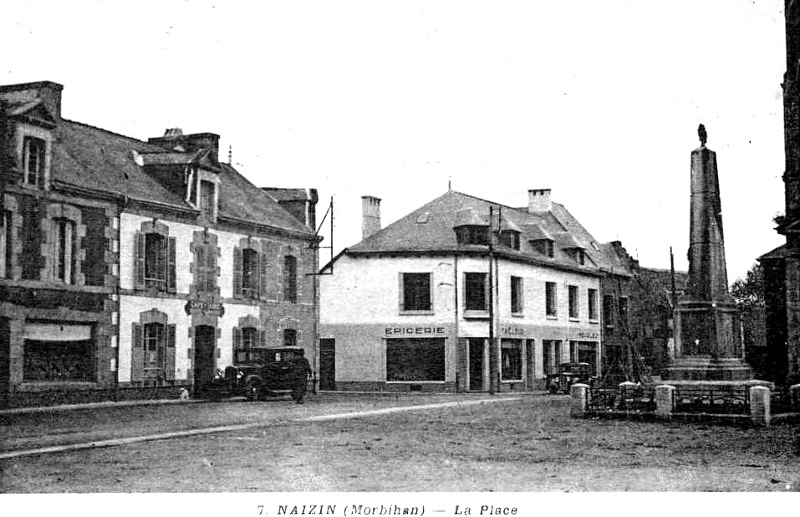
La place centrale du bourg de Naizin vers 1925.
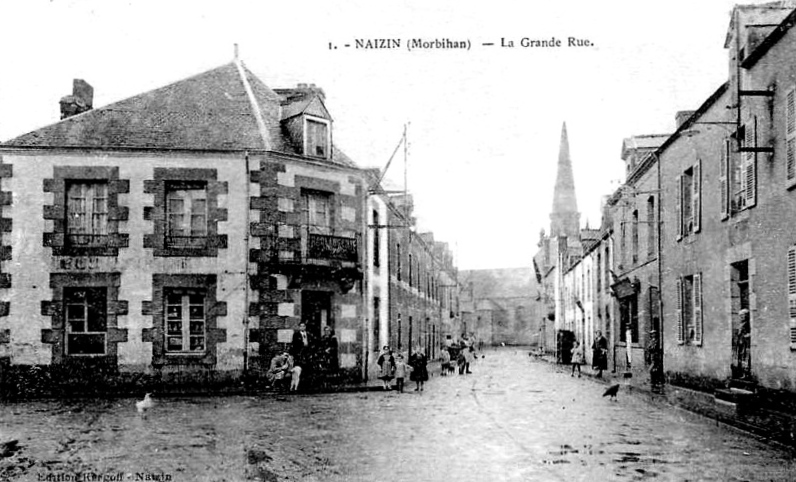
Naizin : la Grand Rue vers 1925 (carte postale).
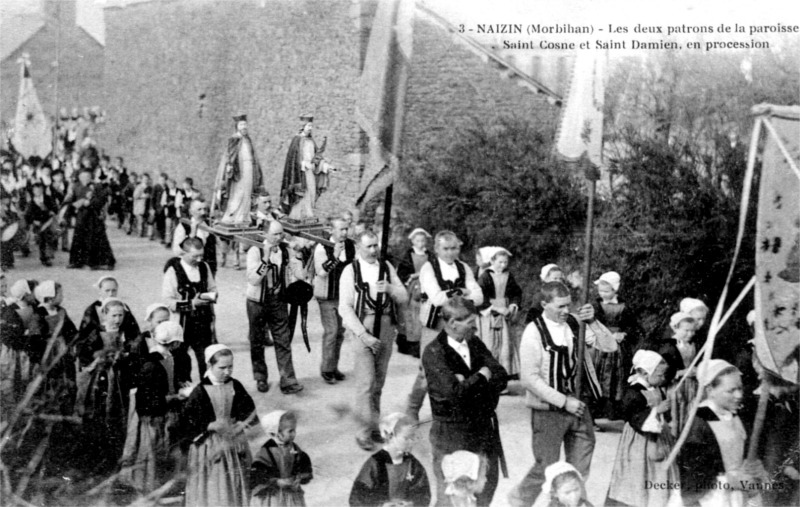
Naizin : procession avec les statues de saint Côme et saint Damien.

Un nouveau couvent voit le jour en 1930 grâce à l'impulsion de Françoise le Métayer qui quête avec d'autres paroissiennes dans toute la commune. La nouvelle école ouvre ses portes le 21 septembre 1931 avec 65 élèves. 
L'école des garçons « École Saint-Joseph » fut construite en 1890 grâce au don de monsieur de Cuy. On note 54 élèves en 1899, 81 en 1902 et 72 en 1906, 75 en 1940, 133 en 1944 pour descendre à 51 en 1966. Les frères abandonnent l'enseignement aux vicaires jusqu'à la mixité en 1966. L'école continue à recevoir des élèves jusqu'en 1983, elle ferme définitivement, puis est démolie en 1998. 
En 1936, le vieux presbytère datant du XVIIIe siècle s'écroule. De nombreuses solutions étudiées par la municipalité pour réhabiliter cette demeure, ont toutefois conduit à sa démolition.

#### La Seconde Guerre mondiale

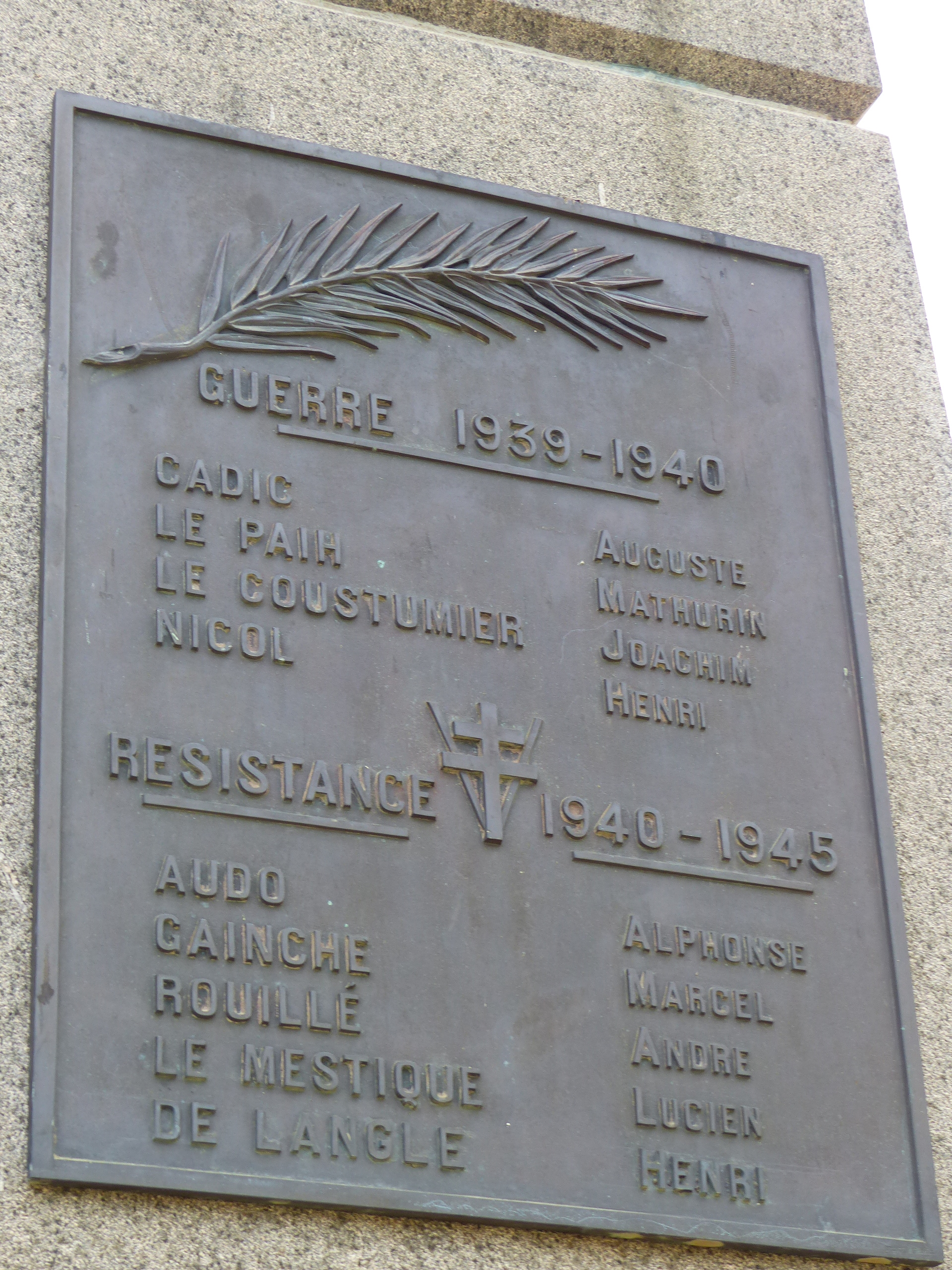
Le monument aux morts : liste des morts de la Seconde Guerre mondiale.

Le monument aux morts de Naizin porte les noms de 9 personnes mortes pour la France pendant la Seconde Guerre mondiale ; parmi elles Henri Nicol, un marin tué lors de l'attaque anglaise de Mers-el-Kébir le 3 juillet 1940 ; Auguste Cadic est mort en Belgique le 11 mai 1940 ; Alphonse Audo, Joseph Gainche et André Rouillé, trois résistants FFI fusillés à la Citadelle de Port-Louis en juin 1944 ; Henri de Langle, résistant membre du Réseau Johnny, mort en déportation le 19 décembre 1944 au camp disciplinaire de Dieburg-Rodgau (Allemagne), chevalier de la Légion d'honneur, Croix de guerre 1914-1918, Médaille de la Résistance, Medal of Freedom.

### LeXXIesiècle
Le 1er janvier 2016, la commune fusionne avec les communes de Moustoir-Remungol et Remungol au sein de la nouvelle commune d'Évellys.

## Politique et administration
En 2010, la commune est récompensée par le label « Ville Internet @@ ».

### Liste des maires
| Période                                  | Période           | Identité            | Étiquette | Qualité                                                                                       |
| ---------------------------------------- | ----------------- | ------------------- | --------- | --------------------------------------------------------------------------------------------- |
| 2 mars 1790                              | novembre 1791     | François Le Bouvier |           | Laboureur                                                                                     |
| novembre 1791                            | 7 mai 1796        | Yves Le Roy         |           | Laboureur                                                                                     |
| Les données manquantes sont à compléter. |                   |                     |           |                                                                                               |
| 9 mars 1797                              |                   | Guillaume Eonet     |           | Laboureur et buraliste. Officier public.                                                      |
| Les données manquantes sont à compléter. |                   |                     |           |                                                                                               |
| 6 juin 1800                              | 22 septembre 1802 | Pierre Le Maguet    |           |                                                                                               |
| 29 octobre 1802                          | 14 avril 1803     | Guillaume Eonet     |           | Déjà officier public en 1797.                                                                 |
| 23 septembre 1803                        | 1815              | Guillaume Le Dimna  |           | Cultivateur.                                                                                  |
| 9 septembre 1815                         | février 1826      | Guillaume Audrin    |           | Cultivateur.                                                                                  |
| 23 février 1826                          | 29 décembre 1840  | Pierre Coëtmeur     |           | Cultivateur. Propriétaire.                                                                    |
| 29 décembre 1840                         | 11 septembre 1844 | Guillaume Eonet     |           | Déjà officier public en 1797, ainsi qu'en 1802-1803.                                          |
| 11 septembre 1844                        | 8 septembre 1845  | Cosme Le Maguet     |           |                                                                                               |
| 8 septembre 1845                         | 30 juillet 1848   | Vincent Le Gouge    |           | Cultivateur au Cosquer en Naizin.                                                             |
| 2 août 1848                              | 17 mai 1849       | Joseph Le Gouge     |           | Fils de Vincent Le Gouge, maire précédent.                                                    |
| 17 mai 1849                              | octobre 1852      | Guillaume Raulin    |           | Cultivateur à Pembual.                                                                        |
| 27 octobre 1852                          | septembre 1861    | Guillaume Le Gouge  |           | Propriétaire au Cosquer en Naizin. Fils de Vincent Le Gouge, maireentre 1845 et 1848.         |
| 16 septembre 1861                        | septembre 1871    | Jacques Heno        |           | Cultivateur.                                                                                  |
| 10 décembre 1871                         | 8 octobre 1876    | Guillaume Le Gouge  |           | Déjà maire entre 1852 et 1861.                                                                |
| 8 octobre 1876                           | 21 janvier 1878   | Jean-Joachim Heno   |           | Cultivateur.                                                                                  |
| 21 janvier 1878                          | 28 juin 1884      | Guillaume Le Gouge  |           | Déjà maire entre 1852 et 1861 et entre 1871 et 1876.                                          |
| 14 décembre 1884                         | 20 mai 1888       | Pierre Le Fellic    |           | Cultivateur au Crano.                                                                         |
| 20 mai 1888                              | 20 mai 1900       | Mathurin Le Bohec   |           | Cultivateur à Kerguzangor.                                                                    |
| 20 mai 1900                              | 3 février 1947    | Jean Coëtmeur       |           | Conseiller général du canton de Locminé entre 1913 et 1919. Chevalier de la Légion d'honneur. |
| 23 février 1947                          | 20 novembre 1950  | François Bellec     |           | Laboureur.                                                                                    |
| 17 décembre 1950                         | 20 mars 1983      | Pascal Bellec       |           | Entrepreneur. Fils de François Bellec, maire précédent.                                       |
| 20 mars 1983                             | 31 décembre 2015  | Gérard Corrignan    | DVD       | Agriculteur Président de Locminé communauté (2002 → 2016)                                     |

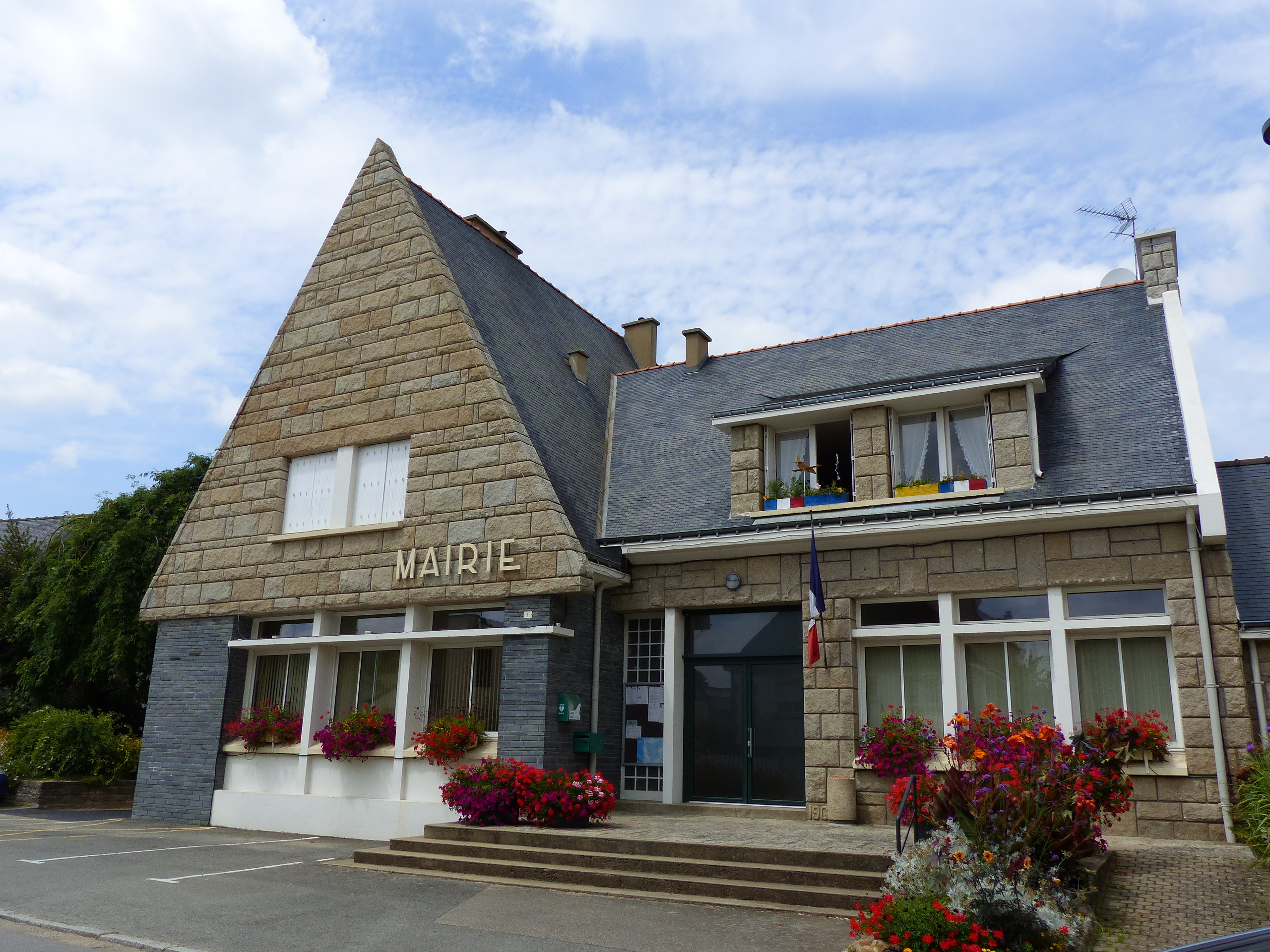
La Mairie

La création de la commune nouvelle d'Évellys entraîne la création d'une commune déléguée gérée par un maire délégué  :
| Période                                  | Période        | Identité                        | Étiquette | Qualité     |
| ---------------------------------------- | -------------- | ------------------------------- | --------- | ----------- |
| 1er janvier 2016                         | 5 janvier 2016 | Gérard Corrignan par dérogation | DVD       | Agriculteur |
| 5 janvier 2016                           | En cours       | Philippe Corbel                 | -         |             |
| Les données manquantes sont à compléter. |                |                                 |           |             |

## Population et société

### Démographie
L'évolution du nombre d'habitants est connue à travers les recensements de la population effectués dans la commune depuis 1793. À partir du 1er janvier 2009, les populations légales des communes sont publiées annuellement dans le cadre d'un recensement qui repose désormais sur une collecte d'information annuelle, concernant successivement tous les territoires communaux au cours d'une période de cinq ans. 
Pour les communes de moins de 10 000 habitants, une enquête de recensement portant sur toute la population est réalisée tous les cinq ans, les populations légales des années intermédiaires étant quant à elles estimées par interpolation ou extrapolation. Pour la commune, le premier recensement exhaustif entrant dans le cadre du nouveau dispositif a été réalisé en 2006,.
En 2013, la commune comptait 1 790 habitants, en évolution de +6,8 % par rapport à 2008 (Morbihan : +3,47 %, France hors Mayotte : +2,49 %).
| 1793  | 1800  | 1806  | 1821  | 1831  | 1836  | 1841  | 1846  | 1851  |
| ----- | ----- | ----- | ----- | ----- | ----- | ----- | ----- | ----- |
| 1 907 | 1 754 | 1 860 | 1 931 | 2 020 | 2 095 | 2 003 | 2 139 | 2 110 |

| 1856  | 1861  | 1866  | 1872  | 1876  | 1881  | 1886  | 1891  | 1896  |
| ----- | ----- | ----- | ----- | ----- | ----- | ----- | ----- | ----- |
| 2 067 | 2 109 | 2 080 | 1 989 | 2 045 | 2 143 | 2 203 | 2 268 | 2 321 |

| 1901  | 1906  | 1911  | 1921  | 1926  | 1931  | 1936  | 1946  | 1954  |
| ----- | ----- | ----- | ----- | ----- | ----- | ----- | ----- | ----- |
| 2 459 | 2 601 | 2 621 | 2 511 | 2 280 | 2 292 | 2 230 | 2 238 | 2 087 |

| 1962  | 1968  | 1975  | 1982  | 1990  | 1999  | 2006  | 2011  | 2013  |
| ----- | ----- | ----- | ----- | ----- | ----- | ----- | ----- | ----- |
| 2 026 | 1 887 | 1 734 | 1 635 | 1 512 | 1 524 | 1 644 | 1 733 | 1 790 |

### Culte catholique: la paroisse et les prêtres de Naizin
Le territoire de la commune correspond à une ancienne paroisse. Dans son ouvrage Naizin au cours des siècles, Charles Floquet publie la liste des recteurs de la paroisse :
- vers 1453, Yves Gludic, originaire du Léon,âge de 64 ans ;
- vers 1456-1470, Gilles Le Goeff ;
- 1470-1488, Guillaume de Cléguennec ;
- 1488-1504, Noël Le Roy ;
- 1504-avant 1526, Alain Le Bourbon ;
- avant 1526-avant 1545, Gilles du Fresne ;
- 1545-1550 , Alain du Bouyer, de Moréac ;
- 1550-avant 1578, Vincent de Kerveno ;
- 1578-1579, Jean Pringué, de la famille des seigneurs de Penturban en Naizin ;
- 1579-1583, Louis Trifen ;
- 1583-1586, François Le Poitevin ;
- 1589-1601, Pierre Maugain, de Noyal-Pontivy, ancien recteur de Séglien ;
- 1601-1631, Guillaume de Querbic, de Moustoir-Remungol. En 1622, il commence la rédaction d'un registre des baptêmes ;
- 1631-1638, Guillaume Cabelguen, de Moréac ;
- 1638-1639, Alain Le Tutour, de Guénin ;
- 1639-1641, François Le Pré, de Locminé ;
- 1642-1652, Amaury Alliot, de Noyal-Pontivy ;
- 1652-1670, Étienne Bunel ;
- 1671-1673, François Quéro ;
- 1674-1683, François Gaultier, de Crach ;
- 1683-1708, Laurent Helleco ;
- 1708-1736, François Pringué, de Josselin ;
- 1737-1768, Colomban Hyacinthe Le Bigot ;
- 1769-1780, Louis Le Bihan, de Remungol ;
- 1780-1791 , Charles Le Franc, de Guern (1) ;
- 1791-1792, J. Guillouzic, « recteur constitutionnel » (1) ;
- janvier-mai 1792, Charles Le Franc (2) ;
- 1792-1794, J. Guillouzic (2) ; les églises sont fermés jusqu'en 1795, Guillouzic est incarcéré d'avril à septembre 1794 ;
- 1795, J. Guillouzic (3) ;
- juin-décembre 1795 , Charles Le Franc (3). Après cette date, Charles Le Franc, prêtre réfractaire, célèbre des messes clandestines.

pis la liste depuis la Révolution :
- 1802-1817, le père Tanguy de Réguiny, premier recteur nommé après la Révolution. Il meurt au presbytère en 1817.
- 1817-1821, le père Guillouzo, il avait pour vicaire Olivier Coetmeur. Il est nommé recteur de Stival en 1820.
- 1821-1857, Joseph Danigo de Plouhinec, les abbés Boursicault, Cadoret, Malenne, Mahé, Le port et Philippe ont été ses vicaires, il est resté 37 ans à la tête de la paroisse, on lui doit la reconstruction de l'église actuelle. Fatigué, il démissionna en 1857, mais il resta à Naizin où il mourut cinq ans plus tard.
- 1857-1868, Georges Le Rozo est né à l'Île-aux-Moines le 11 décembre 1804. Il fut ordonné prêtre le 15 mars 1834. Il fut vicaire à Pluneret en 1839, recteur à l'Île d'Arz en 1855, recteur de Naizin de 1857 à 1868. Ses vicaires étaient les abbés, Cohéléach et Philippe. Il meurt à Naizin le 16 février 1868 et est inhumé dans le cimetière entourant l'église. Il assura les finitions des travaux de reconstruction de l'église. Ce recteur est désormais célèbre à Naizin car il fit reparler de lui en 2004, avec sa pierre tombale[30].
- 1868-1881, Joseph Marie Jubin de Neuillac, il avait pour vicaires les abbés, Philippe, Mitouard, Alléhaux, Le Guen, Jobet, Stéphan, Le Port et Monnier.Il fit construire le couvent de sœurs de Kermaria. Il meurt à Naizin en 1881 à l'âge de 62 ans.
- 1881-1887, Jean Marie Le Beller, il avait pour vicaires les abbés, Monnier et Le Roux. On lui doit la reconstruction de la chapelle de sainte Brigitte.
- 1887-1897, Joseph Le Moing de Kerfourn, ses vicaires étaient les abbés, Monnier et Le Roux. C'est lui qui ajouta les tribunes au fond de l'église. Il meurt en 1897 au presbytère à l'âge de 67 ans.
- 1897-1923, Jean Marie Pédronno de Bignan, ses vicaires étaient les abbés, Monnier, Le Douarin, Le Duigou, Dréan, Rivalain, Larboulet, Le Bourlot, Le Roch, Le Gal, Le Liboux et Carrer. Il meurt à Naizin en 1924 à l'âge de 75 ans.
- 1923-1935, Laurent Breurec de Riantec, il avait pour vicaire l'abbé Carrer. Malade, il démissionne et meurt à Grand-Champ en 1935.
- 1935-1940, Joseph Guézel de Carnac, il avait pour vicaires, les abbés Carrer et Le Deault.
- 1940-1941, Eugène Le Gallo de Ploërdut il meurt subitement en 1941 à l'âge de 60 ans.
- 1941-1946, Julien Loisel de Plaudren, il meurt après la guerre au presbytère en 1946, à l'âge de 50 ans, son vicaire était l'abbé Thébault
- 1946-1973, Clément Quistrebert de Plaudren, il allait avoir pour vicaires : Eugène Perron, Joseph Lorho, Jean Le gal, Louis Videlo, Guillo, Paul Guillemot et Pierre Questel. Le père Quistrebert est mort en 1994 à Saint-Joachim à l'âge de 94 ans.
- 1973-1995, Pierre Le Lannic de Noyal-Pontivy. Il a été remplacé par le père Lecuyer pendant sa convalescence en 1994.
- Depuis 1995, Joseph Hémon est le recteur, nous lui devons la restauration de nombreux sites religieux de la paroisse, ainsi que l'embellissement et la rénovation permanente de l'église Saint-Sauveur.

## Culture et patrimoine

### Lieux et monuments
- Étang et base de Loisirs de Coetdan [31],
- Église Saint-Cosme-et-Saint-Damien (XIXe siècle) de style néo-roman (église totalement reconstruite en 1855, en forme de croix latine).

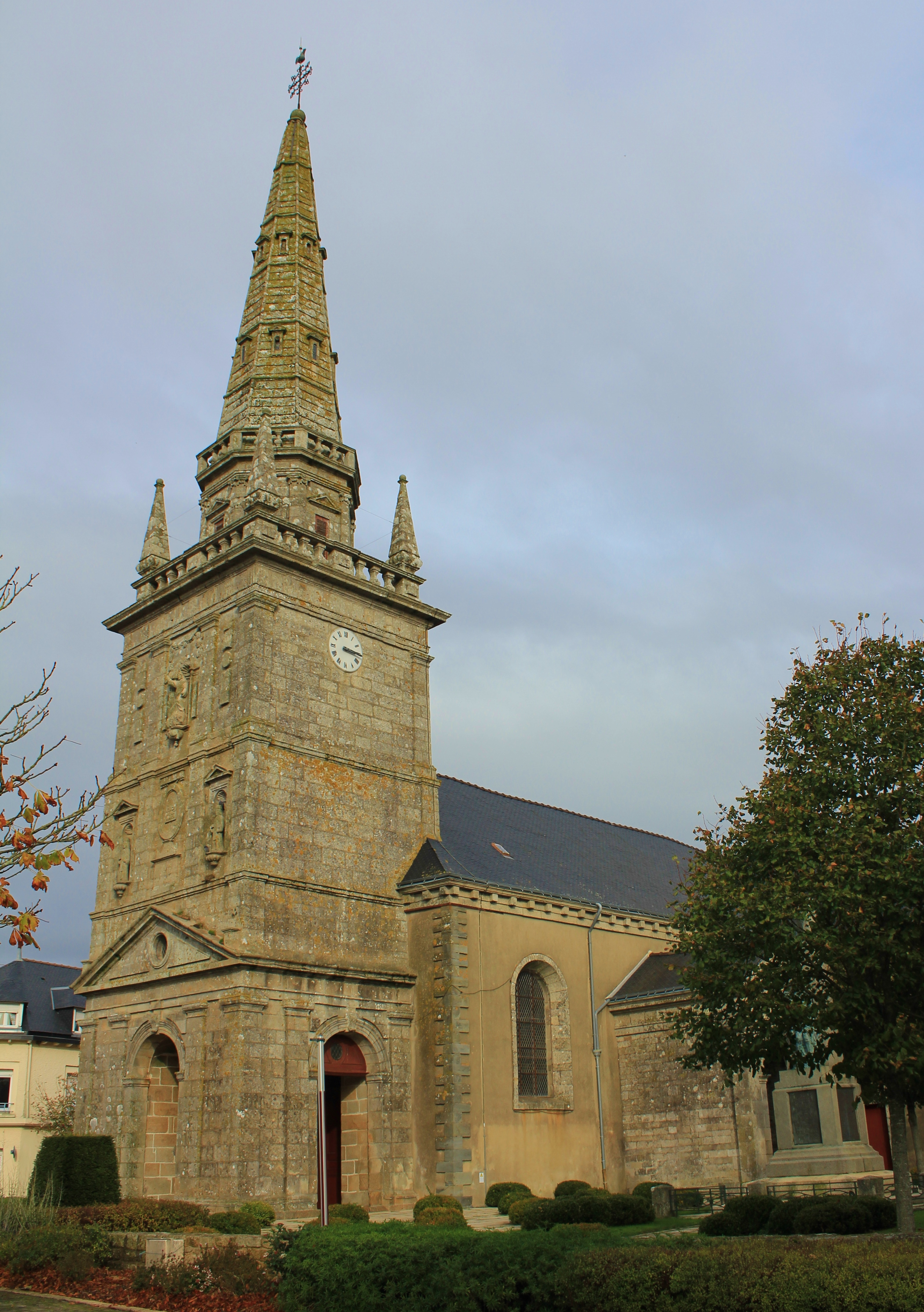
Église de Naizin : vue extérieure.
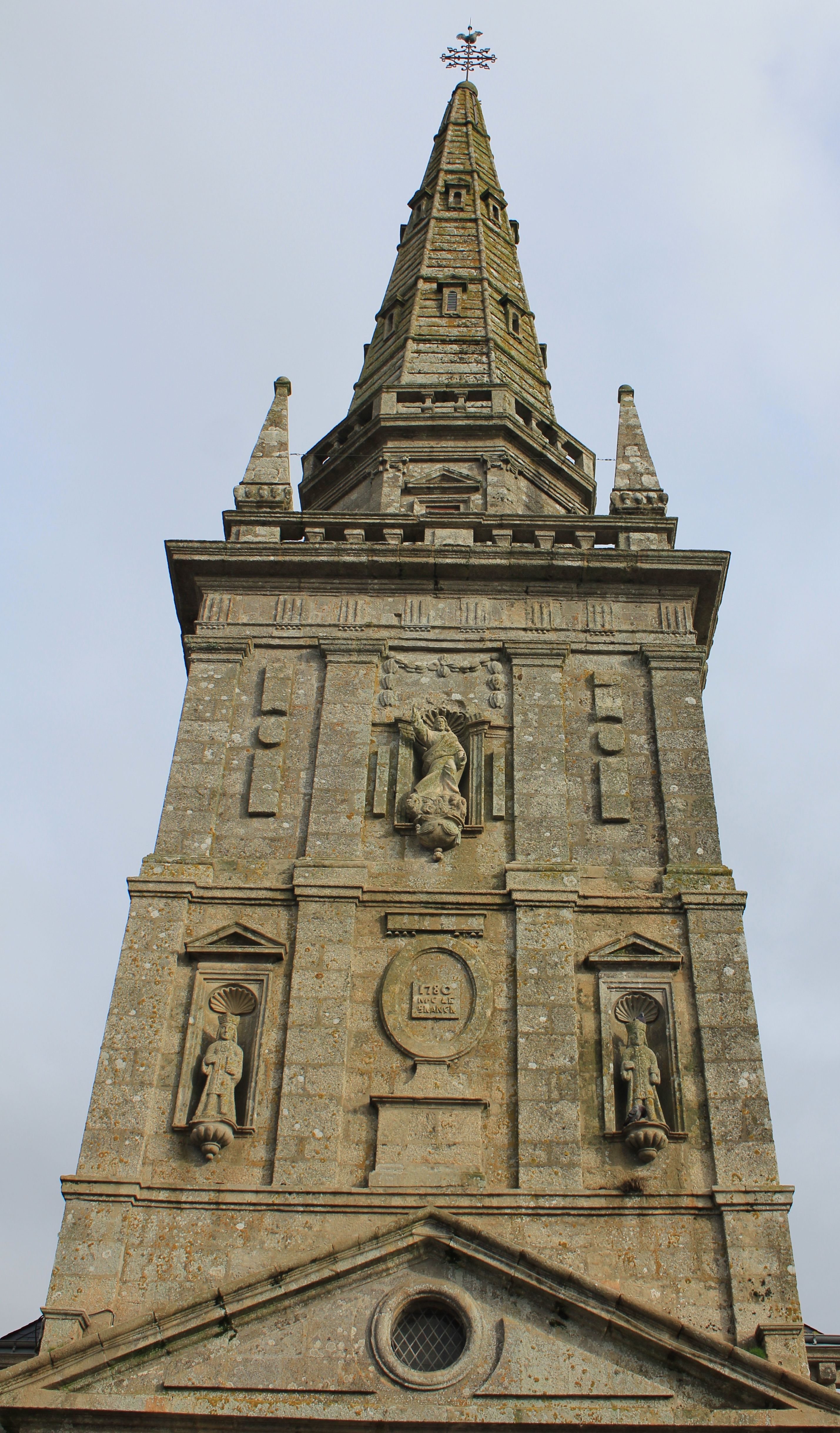
Église de Naizin : le clocher.
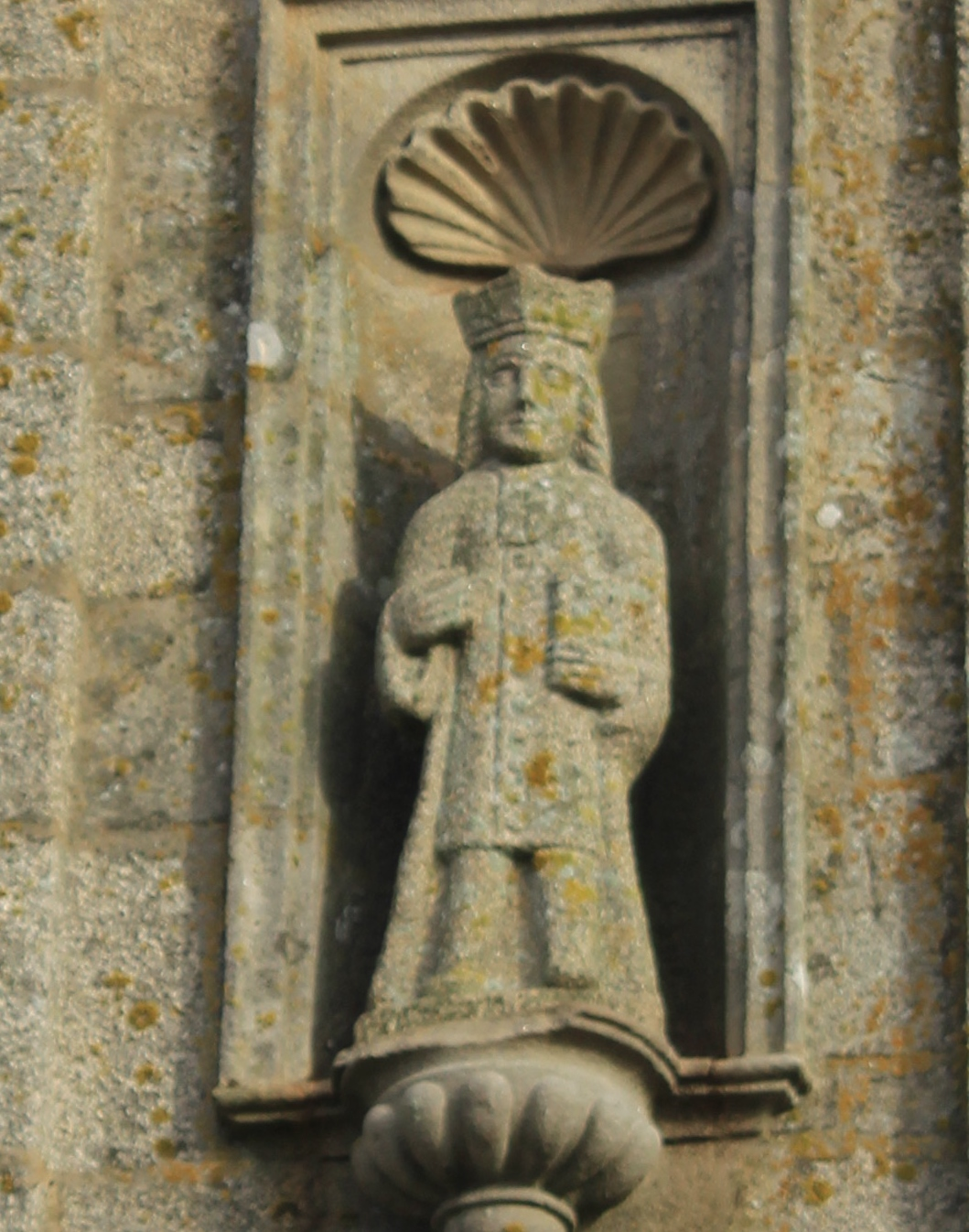
Église de Naizin : statue de saint Côme ou saint Damien.
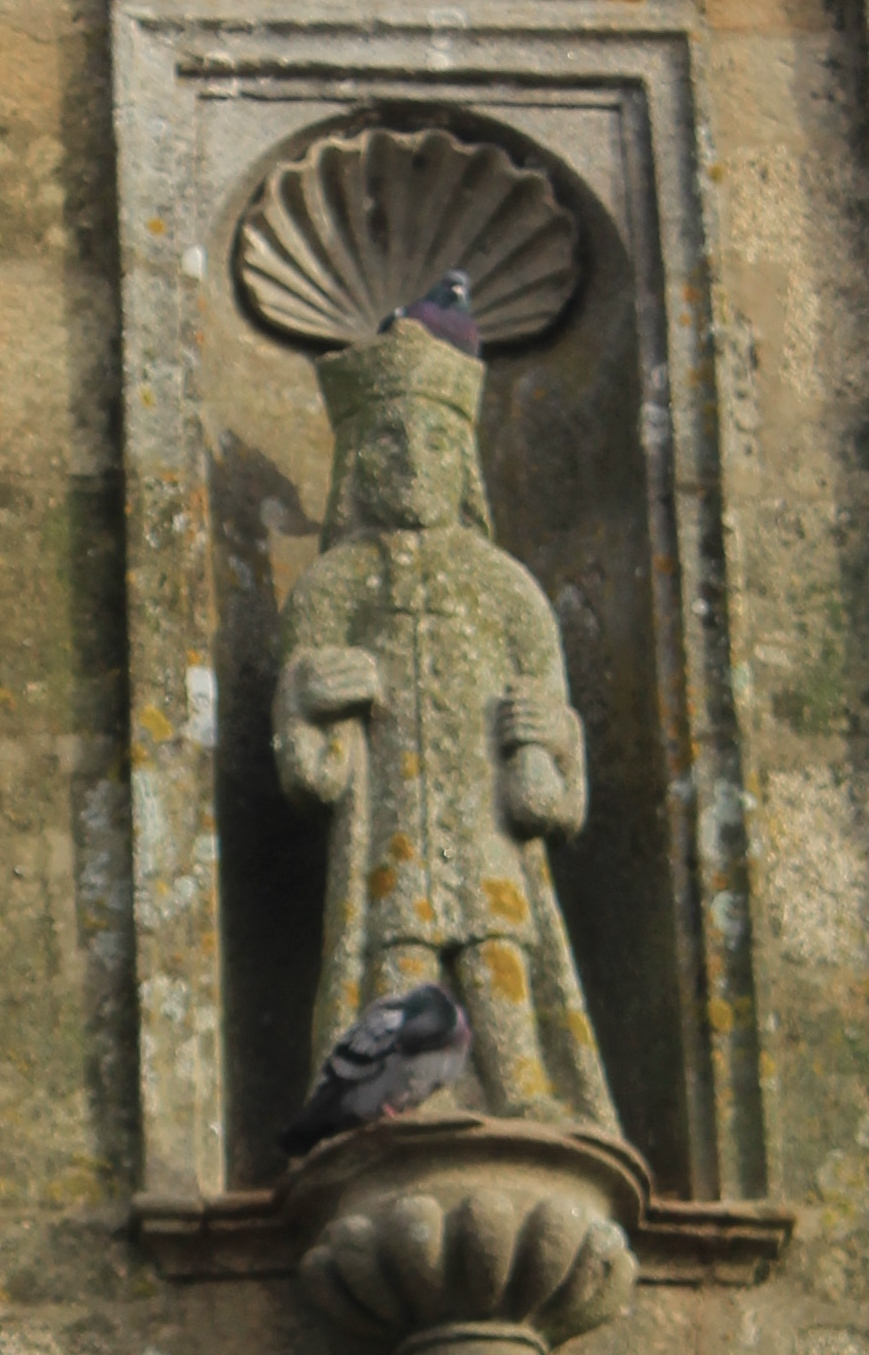
Église de Naizin : statue de saint Côme ou saint Damien.
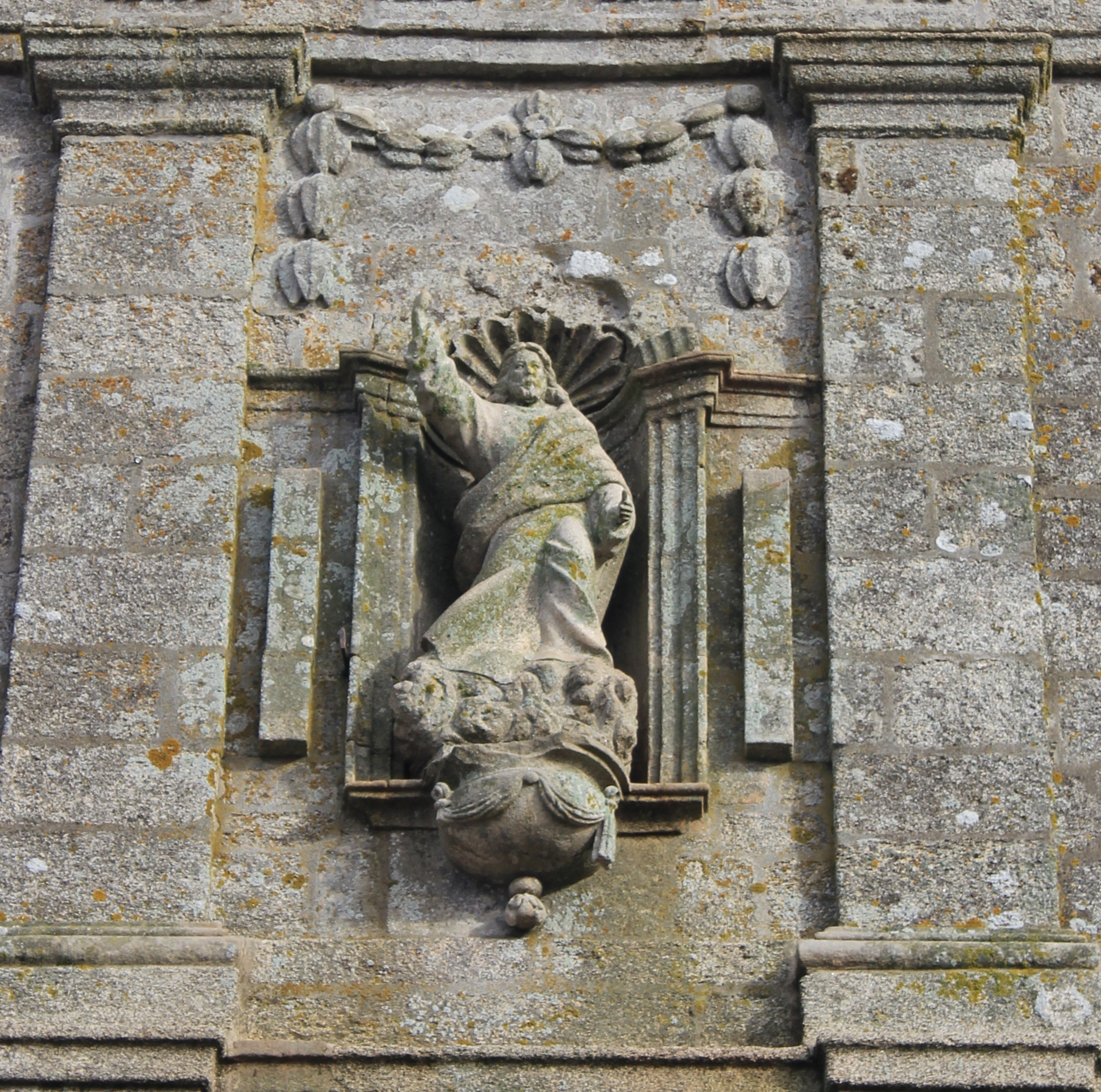
Église de Naizin : statue de Christ.

- Chapelle Saint-André de Luzunin[32], Sainte-Brigitte et Saint-Nicolas de Kerdréan[33]
- Il y a de nombreuses croix et calvaires[33] et des fontaines[33].

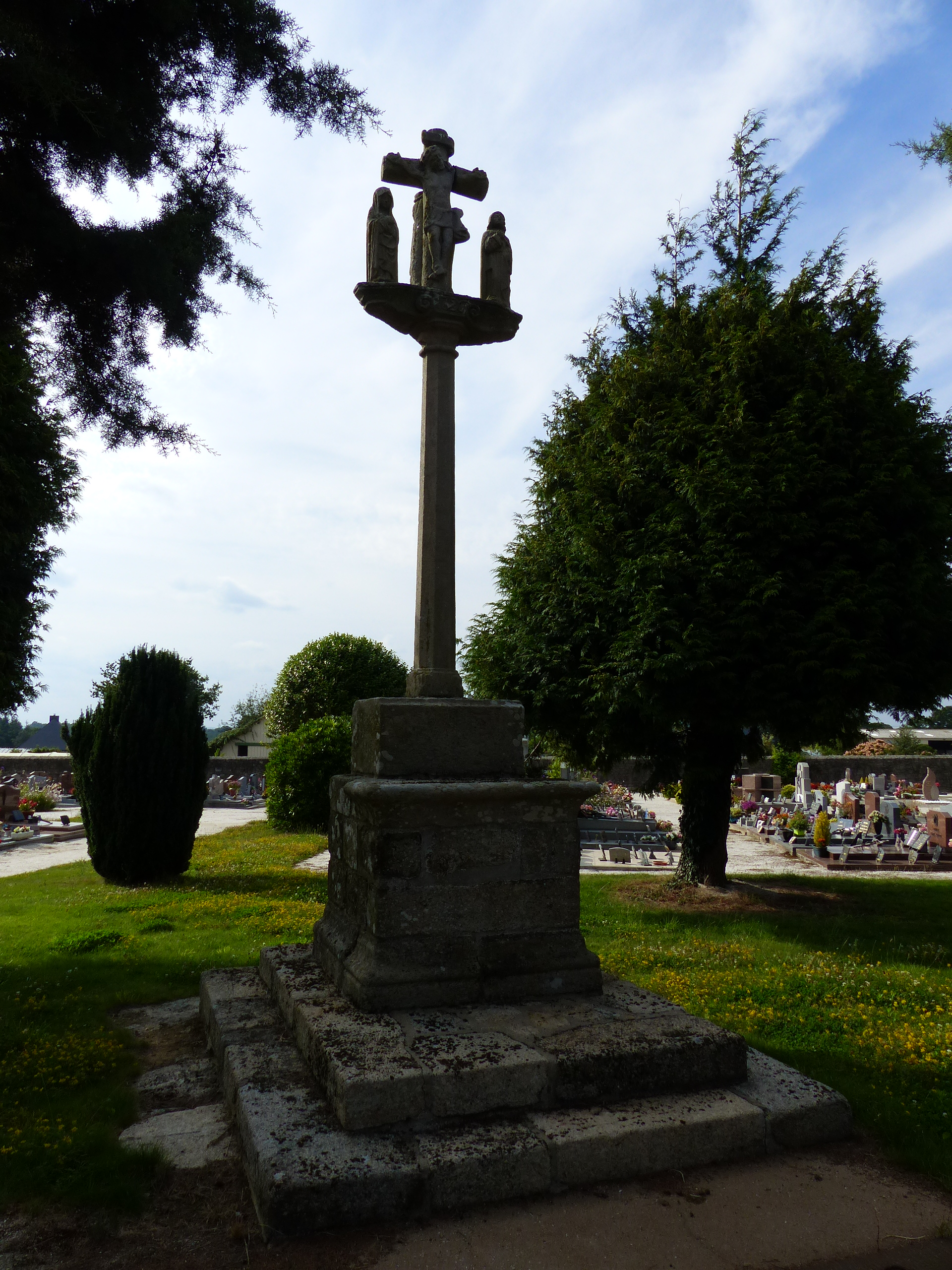
Le calvaire du cimetière : vue d'ensemble.
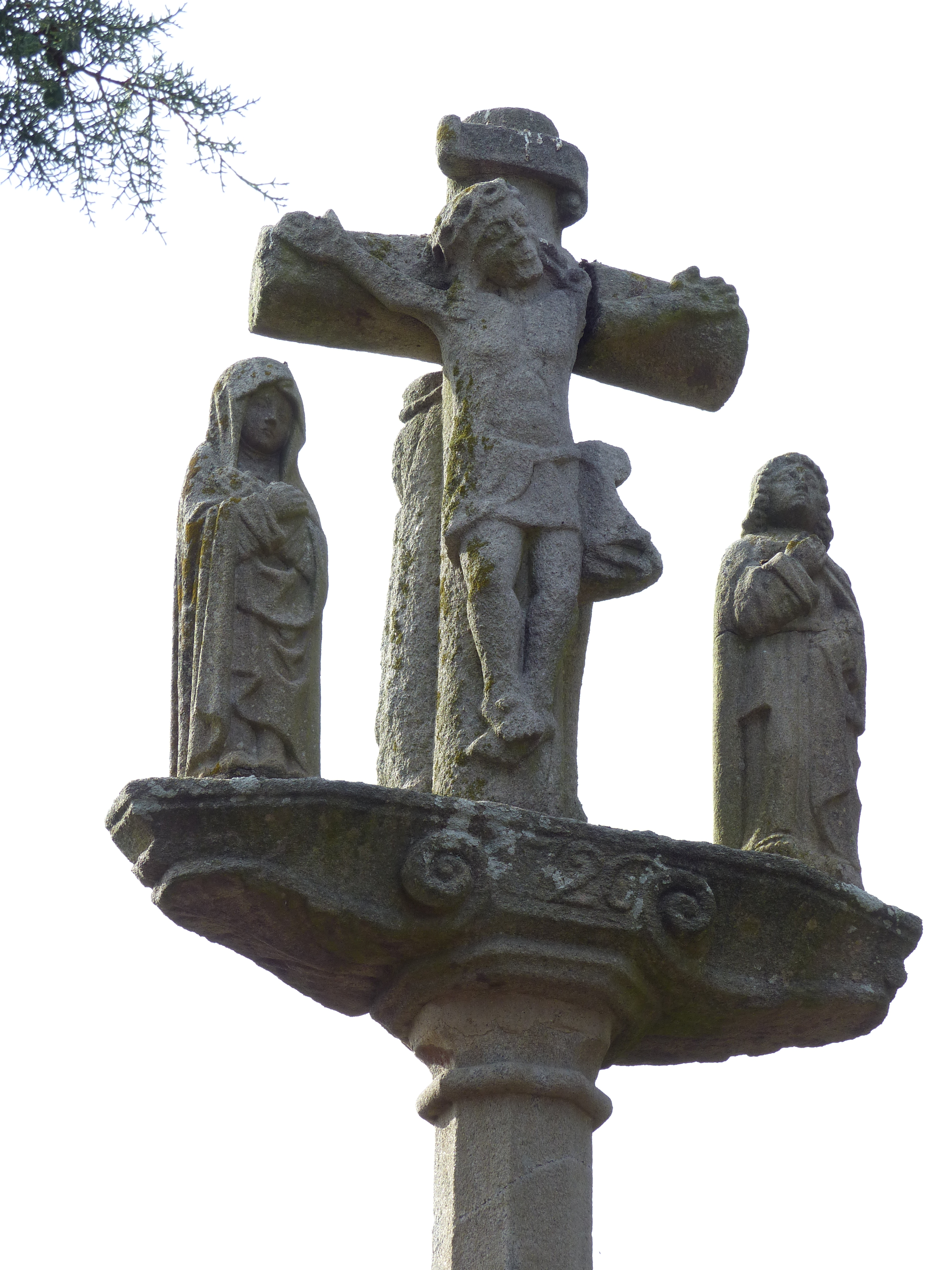
Le calvaire du cimetière : partie sommitale.

- - Croix de Kernicolas (1671)
  - Croix de Kerdec (1753)
  - Croix de Coëtdan (1815)
  - Croix de Pembual (1892)
- Château de Kerdréan (manoir du XVIe siècle et château du XIXe siècle).

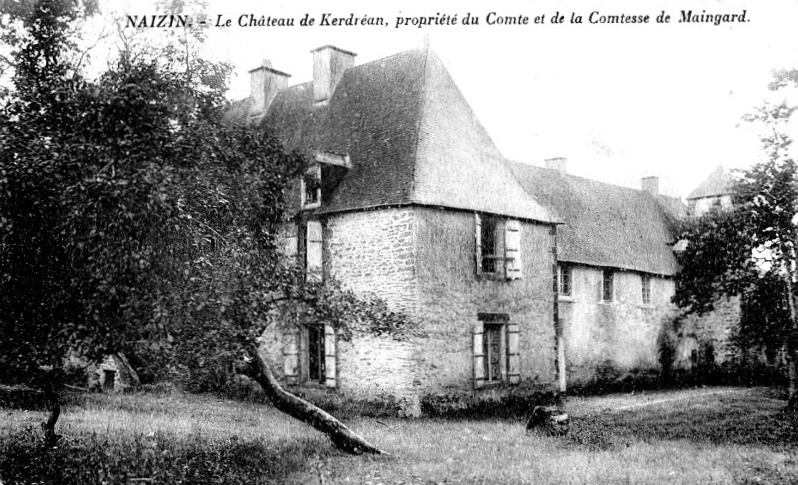
Le château de Kerdréan au début du XXe siècle.

- Manoir de Kerguzangor.
- Résidence de Ty-Hubert (Demeure du XXe siècle).

### Clubs et associations sportives
D’un point de vue sportif, le football est le sport dominant à Naizin. Son club, le Football-Club Naizinois, communément appelé le FCN, est né le 10 mai 1986 de la fusion de l'Amicale laïque et de l'Avant-Garde, clubs rivaux à cette époque. Les couleurs respectives de ces deux anciens clubs étant le rouge et le noir pour l’Amicale laïque et le jaune et le noir pour l’Avant-Garde ont ainsi donné, à la suite d'un mélange, la couleur orange si caractéristique des Naizinois avec une pointe de noir. L’histoire du FCN a connu depuis des hauts et des bas, notamment entre 2010 et 2013 (descente de l'équipe A en D2, puis en D3). Pour autant, en 2015, l’équipe première accédait enfin, pour la première fois de son histoire, à la Promotion d’Honneur (actuelle R3), palier qu’elle maintiendra 7 saisons de suite entre 2015 et 2022 avant la montée inattendue des oranges et noirs en Régional 2 à la suite de la saison 2021-2022 !

## Personnalités liées à la commune
- Père Damien Le Douarin (1935-2003), prêtre du diocèse de Vannes, originaire de Naizin[33], secrétaire de la Commission sociale des évêques de France[34].